# Église Saint-Étienne de Clairoix
L'église Saint-Étienne est une église catholique paroissiale située à Clairoix, dans l'Oise, en France. Elle a probablement été construite à partir du début du XIIIe siècle, mais les profonds remaniements à partir du XVIe siècle et la simplicité de son architecture ne permettent plus de reconstituer avec certitude l'évolution de l'édifice au fil des siècles. Ainsi, l'on ignore si les bas-côtés de la nef ont jamais été mis en œuvre, et comment s'explique l'enchevêtrement d'éléments gothiques et Renaissance sur l'étage de beffroi du clocher, qui se distingue du reste de l'édifice par son élégance, et n'a pas son pareil dans les environs. Il paraît seulement probable que l'actuelle croisée du transept était initialement une première travée droite du chœur, et que les actuels croisillons n'ont été ajoutés qu'à la période gothique flamboyante. Sous cette même campagne, toutes les voûtes sont refaites. Leurs clés de voûte délicatement sculptées font le principal intérêt de l'intérieur de l'église, hormis le mobilier. La clé de la base du clocher affiche les trois croissants d'Henri II, et renseigne ainsi sur la période de l'achèvement des remaniements flamboyants, au milieu du XVIe siècle. Le portail, de pure style Renaissance, est plaqué devant la façade un peu plus tard. Puis, au milieu du XVIIe siècle, un pilier du clocher est refait, ainsi que les supports des voûtes à l'ouest de l'ancien transept. Comme l'indique un départ de voûtes dans l'angle entre nef et ancien croisillon sud, le voûtement ou la construction des bas-côtés est encore à l'ordre du jour. Mais au début du XIXe siècle, il n'y a déjà plus (ou toujours pas) de bas-côtés, et les arcades reliant la base du clocher aux anciens croisillons du transept se trouvent bouchées. L'église Saint-Étienne est inscrite aux monuments historiques par arrêté du 4 février 1926. Elle est aujourd'hui affiliée à la paroisse des Seize Bienheureuses Carmélites de Compiègne.

## Localisation
L'église Saint-Étienne est située en France, en région Hauts-de-France et dans le département de l'Oise, au nord-ouest de Compiègne, dans la moyenne vallée de l'Oise, non loin de sa rive droite, sur la commune de Clairoix, un peu à l'écart du village sur le flanc sud du mont Ganelon, rue d'Oradour. Elle est entourée du cimetière ancien, et entièrement dégagée de constructions mitoyennes, mais le mur du cimetière s'approche de près du chevet, qu'il est impossible de contempler en prenant du recul.

## Histoire

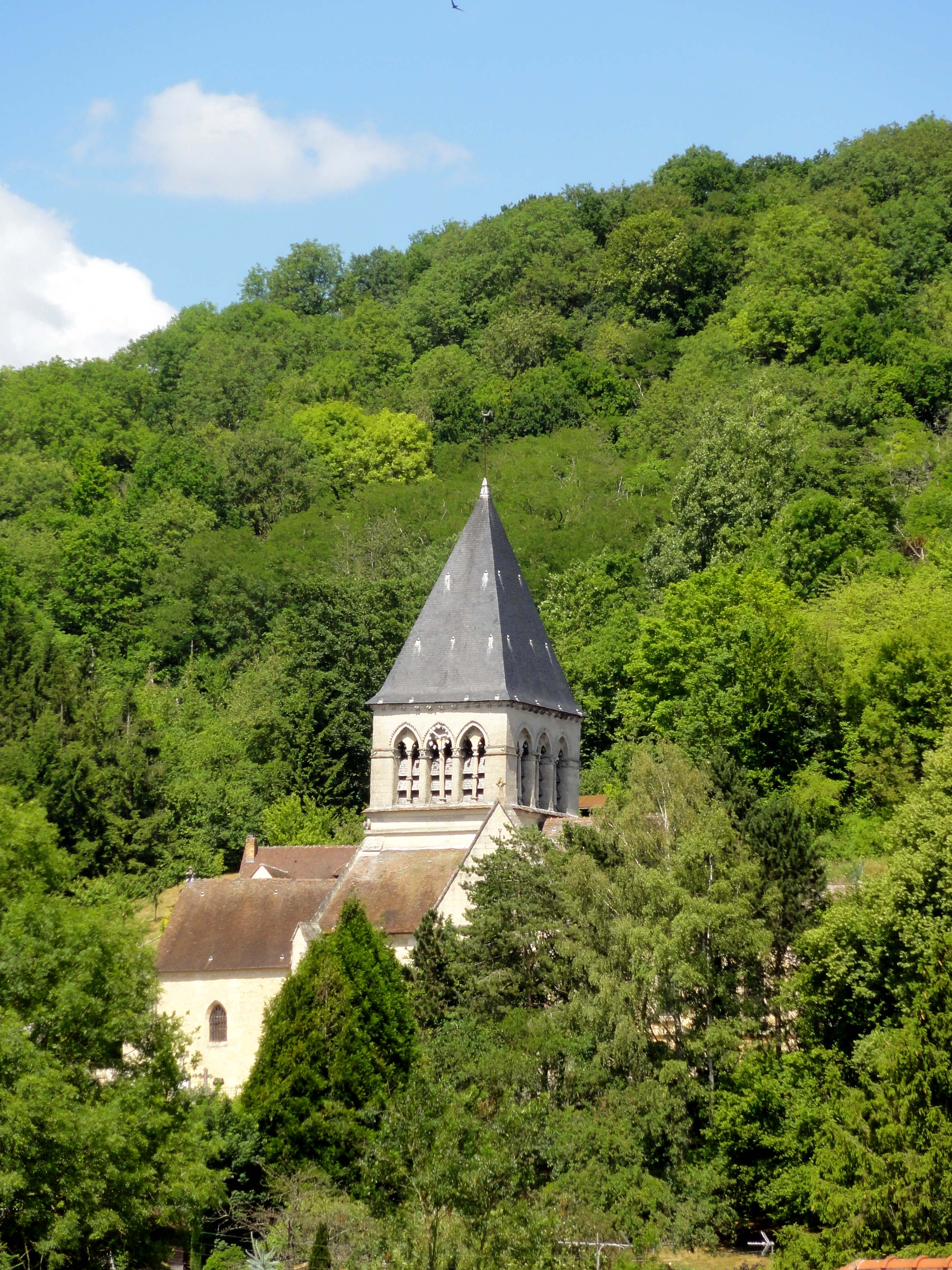
Vue depuis le sud-est.

Faute de textes, l'historien ignore la date de fondation de la paroisse. Son église est placée sous le vocable de saint Étienne, diacre et martyr. Sous l'Ancien Régime, Clairoix relève du doyenné de Coudun, de l'archidiaconé de Breteuil et du diocèse de Beauvais. Le collateur de la cure est l'abbé de l'abbaye Saint-Corneille de Compiègne. Ce droit lui est confirmé par le pape Célestin III en 1194. La grosse dîme appartient au commandeur d'Ivry-le-Temple, qui est d'abord templière, puis est reprise par l'ordre de Saint-Jean de Jérusalem. La cure est donc à portion congrue. La règle sous l'Ancien Régime oblige les gros décimateurs de financer la construction des chœurs des églises, et de pourvoir à leur entretien. Il reste néanmoins douteux si l'on peut aller aussi loin que Rémi Duvert, et voir en l'église Saint-Étienne l'œuvre de moines bâtisseurs. Les Templiers ont payé le maître d'œuvre et les artisans ; peut-être, l'un des leurs a fourni les plans. Les parties les plus anciennes de l'église sont quelques éléments des deux premières travées de la nef ; la troisième travée de la nef, qui sert de base au clocher ; le clocher lui-même ; et sans doute quelques éléments de la croisée du transept et de l'abside. Selon Louis Graves, ils dateraient de la période de transition du roman vers le gothique, soit le troisième quart du XIIe siècle. Eugène Müller avance la fin du XIIe siècle, et Philippe Bonnet-Laborderie envisage le début du XIIIe siècle, tout en estimant que certains chapiteaux du clocher seraient plus anciens. Toutes ces parties ont été profondément remaniées. Ainsi, il n'est plus possible de déterminer avec certitude si les bas-côtés de la nef ont jamais été exécutés. Rémi Duvert estime que si ; Philippe Bonnet-Laborderie pense que non. D'autre part, il paraît probable que l'actuelle croisée du transept n'était primitivement pas accompagnée de chapelles, car ses arcs-doubleaux latéraux ont apparemment été ouverts dans des murs préexistants, et les pans nord et sud de l'abside sont déjà obliques.

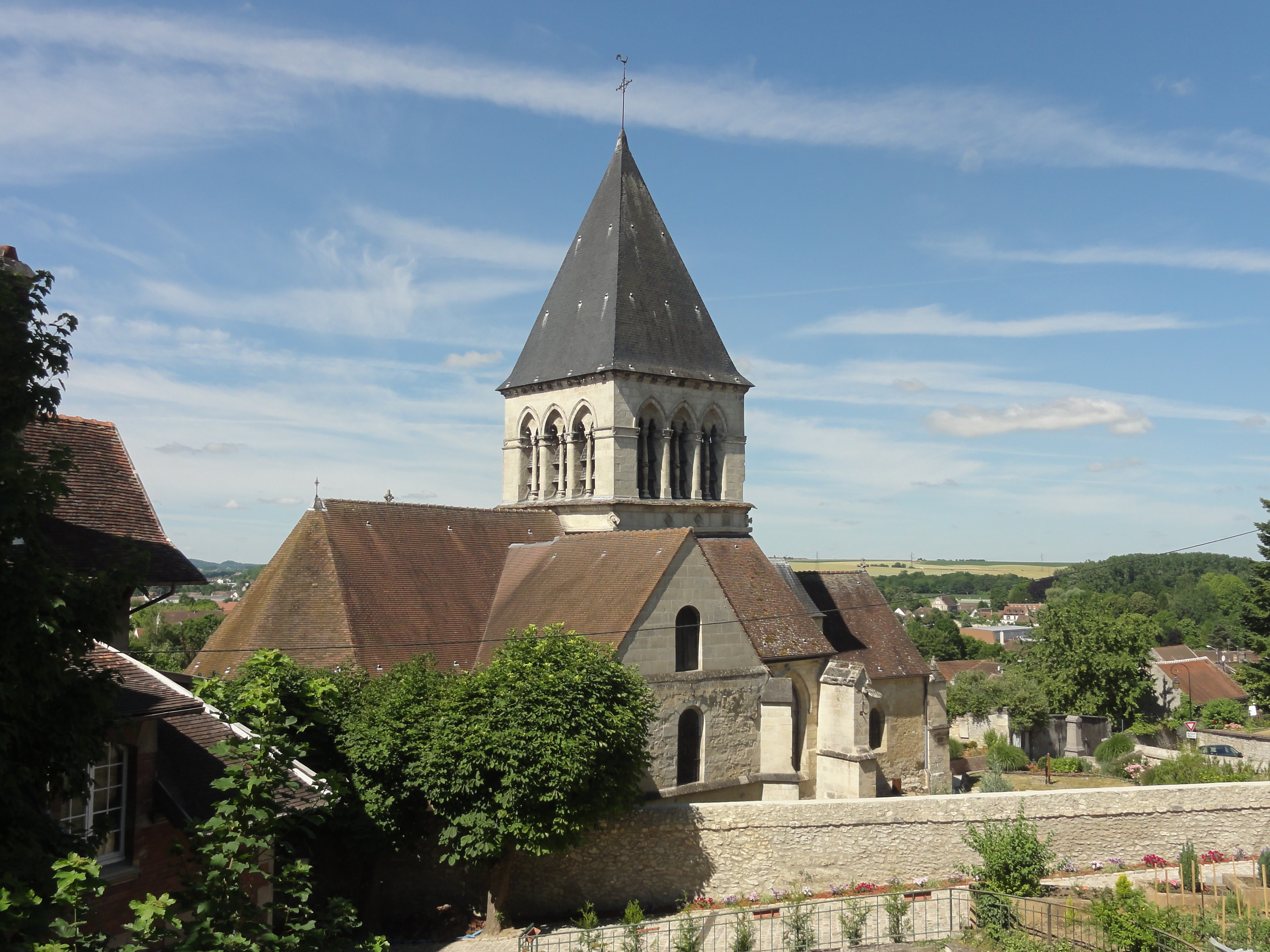
Vue depuis le nord-est.

La période de la première campagne de remaniements, de grande envergure, peut être datée du règne de Henri II, dont les trois croissants de son emblème figurent sur la clé de voûte de la base du clocher. À cette époque, la travée droite du chœur devient la croisée du transept grâce à l'adjonction de deux chapelles au nord et au sud, et toutes les voûtes actuelles sont construites (voir le chapitre Description). Les supports des voûtes à l'ouest de la base du clocher et des anciens croisillons sont encore refaits à une période plus tardive, en même temps que l'on prévoit le voûtement des bas-côtés de la nef, ou sinon, leur construction. L'absence de style ne facilite pas la datation, mais dans ce contexte, une inscription qui figurait jadis sur un pilier du clocher, et qui a été consignée par Louis Graves, peut apporter un éclairage : « La première pierre de ce / Pilier a été posée par François / Alexis Poulletier, marguillier de cette / Église, en l'an 1645 ». Toujours d'après Louis Graves, la nef a été presque entièrement reconstruite en 1653, et elle a également été retouchée en 1772 et en 1823, si bien que son authenticité s'est perdue. Le portail occidental ne serait, selon Louis Graves, qu'un pastiche du style gothique. Philippe Bonnet-Laborderie et François Callais publient un plan de Jean-Antoine François Léré (1761-1837), qui daterait de 1813, et montre l'église (déjà ?) sans bas-côtés. Les murs qui bouchent les arcades vers les anciens croisillons du transept sont tracés en rouge, mais en l'absence de légende, ce peut tout aussi bien signifier qu'ils sont projetés à cette date, ou voués à la suppression, à moins que l'architecte souhaite seulement souligner leur qualité d'ajouts postérieurs. Sur le même plan, les arcades vers les croisillons du transept actuel paraissent également bouchés ; en revanche, les anciens et les nouveaux croisillons communiquent encore entre eux. Sur la face nord de l'étage de beffroi du clocher, sont gravées les dates de 1833, 1827 et 1931, les premières accompagnées d'initiales. — L'église est inscrite aux monuments historiques par arrêté du 4 février 1926. Elle est aujourd'hui affiliée à la paroisse Saint-Corneille de Compiègne-nord.

## Description

### Aperçu général

Plan de l'église.

Irrégulièrement orientée, avec une nette déviation de l'axe vers le sud-est du côté du chevet, l'église répond à un plan cruciforme très simple, et se compose d'une nef unique de deux travées ; d'un transept dont la croisée (ou troisième travée de la nef) supporte le clocher ; d'un chœur comportant une travée droite et une abside à pans coupés ; et de deux chapelles latérales de part et d'autre de la travée droite du chœur, formant un second transept qui déborde par rapport au premier. Les arcades faisant communiquer le premier transept avec la croisée du transept sont bouchées, en ne laissant libre qu'une porte au milieu. Comme l'attestent des arcades bouchées à l'ouest des croisillons, la construction de bas-côtés était prévue, mais n'a jamais été réalisée. La sacristie occupe l'angle entre la chapelle latérale sud et l'abside. Une tourelle d'escalier flanque le croisillon nord, à l'ouest. Les deux premières travées de la nef sont recouvertes d'un plafond lambrissé. Le reste est voûté d'ogives. L'on accède à l'église par le portail occidental, ou par une petite porte à l'ouest du croisillon sud. La nef, les chapelles et le chœur possèdent des toitures à deux rampants avec des pignons en façade, au nord et au sud. Les croisillons sont munis de toits en appentis prenant appui contre les murs du clocher.

### Intérieur

#### Nef et base du clocher

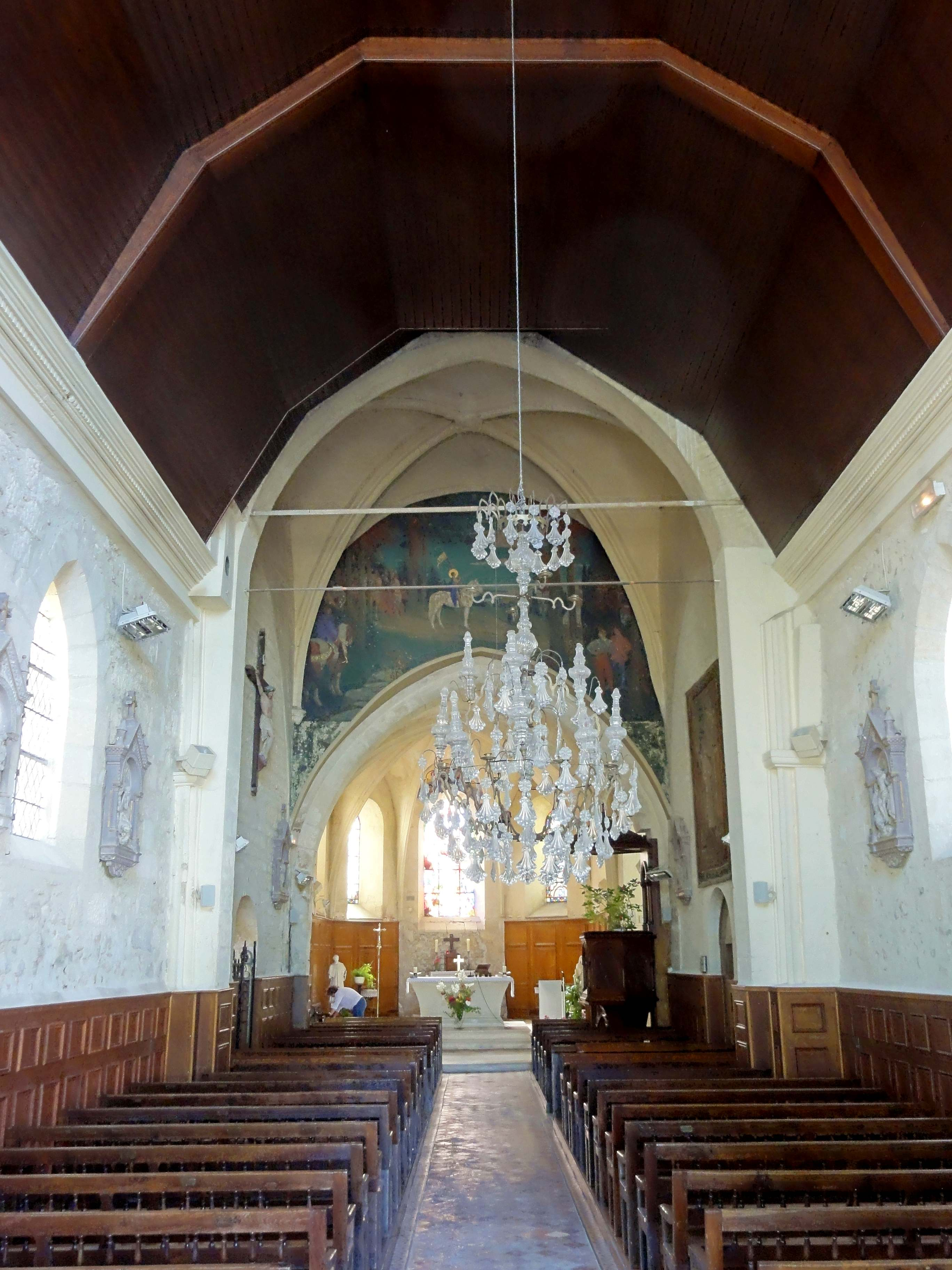
Nef, vue vers l'est.

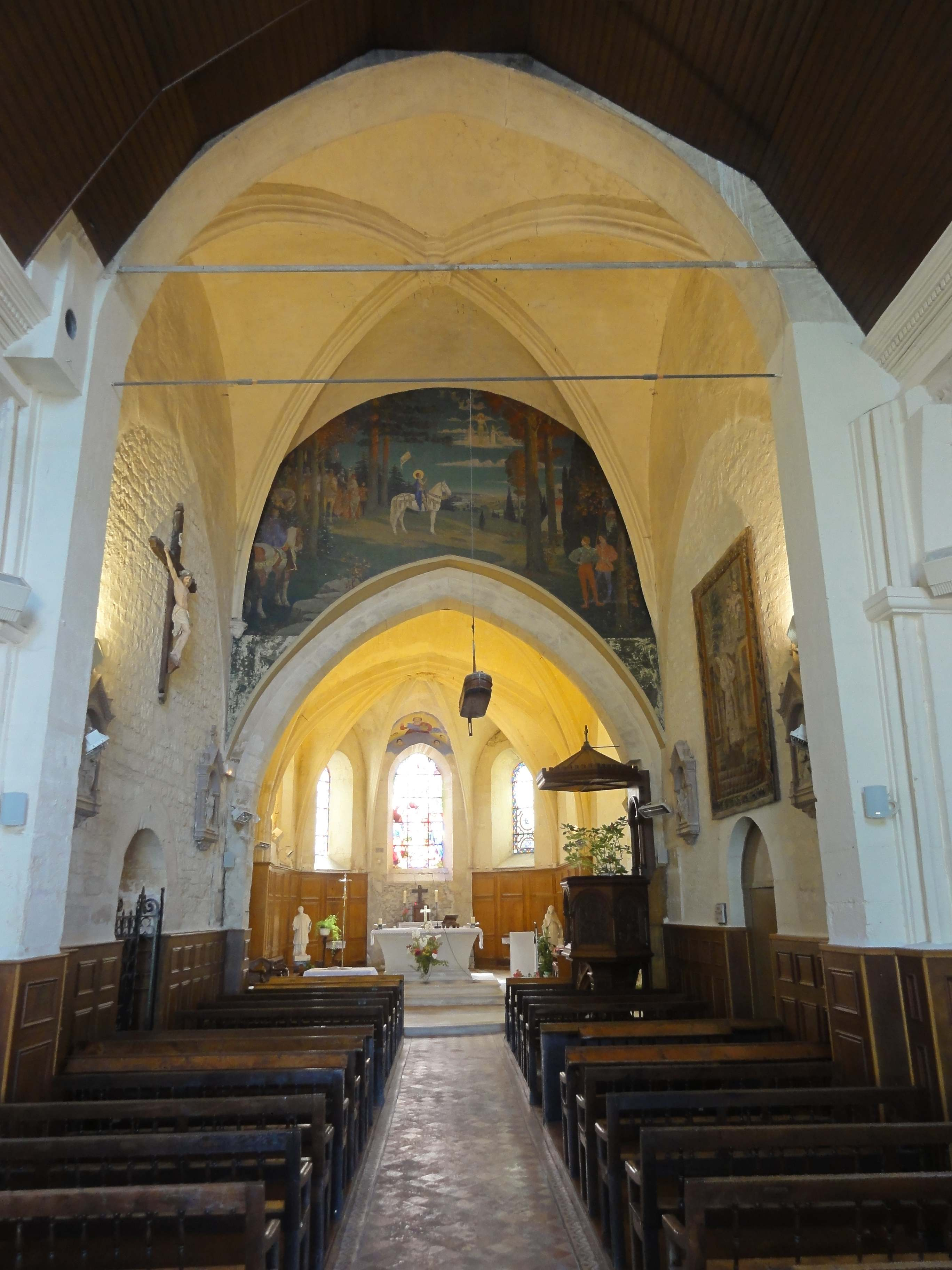
Base du clocher (3e travée de la nef), vue vers l'est.

La nef proprement dite ne s'étend que sur les deux premières travées. Louis Graves le dit, sans doute à juste titre, du temps de la transition, c'est-à-dire, le tout début de la période gothique, au troisième quart du XIIe siècle, quand les influences romanes persistent encore. Le même auteur prend également soin d'attirer l'attention du lecteur sur les nombreux remaniements que la nef a subis en 1653, 1772 et 1823. Se pose ainsi la question quels éléments subsistent encore d'origine. Pour anticiper sur l'étude de l'extérieur de l'église, les croisillons du transept présentent à l'ouest des arcades ou arcs-doubleaux bouchés, et des départs d'ogives dans l'angle entre nef et croisillon sud. Ces doubleaux en tiers-point devaient faire communiquer les croisillons avec les bas-côtés de la nef, dont les murs gouttereaux ne gardent toutefois aucune trace. À l'intérieur, les retombées des grandes arcades semblent subsister dans les angles nord-est et sud-est, devant les piles occidentales du clocher. Ces vestiges, qui par leur modénature pourraient dater de 1653, ne sont pas très éloquents. On peut ainsi douter de l'existence ancienne des bas-côtés, que rien ne prouve réellement. Ils auraient pu rester en état de projet. Sans l'intention de construire des bas-côtés, la nef aurait été bâtie plus large, à l'instar de nombreuses nefs conçues pour ne pas être voûtées : Bailleval, Catenoy, Gilocourt, Mogneville, Rully, Ully-Saint-Georges, etc.
Mais si les bas-côtés ont existé, les murs gouttereaux et fenêtres latérales de la nef seraient entièrement modernes, et aucun élément visible en élévation ne resterait de la nef de la transition. Les murs gouttereaux sont sans caractère, avec un appareil de petits moellons irréguliers noyés dans un mortier, et des chaînages en pierre de taille, sans corniche ni contreforts, et sans le moindre élément mouluré ou sculpté. Les fenêtres, deux au nord et deux au sud, sont doublement ébrasées, et suivent un tracé en tiers-point inhabituellement aigu. En 1653 et 1772, on aurait opté pour des baies en plein cintre, conformément aux préceptes de l'architecture classique, puis néo-classique. Si les fenêtres sont modernes, elles doivent donc dater de 1823, du temps de l'éclosion du style troubadour. Ce serait difficilement compatible avec le plan de Léré, qui ne montre pas de bas-côtés en 1813 (si la date cité par les auteurs est bien correcte, et s'il ne faut pas lire 1823). À la veille de la Révolution française et au début du XIXe siècle, beaucoup d'églises de la région sont en mauvais état, et le manque de moyens entraîne la démolition d'un ou des bas-côtés, voire de la nef : Cramoisy, Breuil-le-Vert, Duvy, Heilles, Mogneville, Pondron, Rieux, Rousseloy, et sans doute Rouville. Dans son état actuel, la nef de Clairoix n'offre rien d'intéressant ; le plafond est un lambris moderne, qui retombe sur des corniches d'une facture assez lourde, de goût néo-classique ; le sol est du XIXe siècle ; et le mur occidental ne montre que la vaste baie occidentale, en arc brisé, et le portail, sous un arc de décharge en cintre surbaissé.
Depuis la construction d'un second transept à l'est du clocher à la période flamboyante, la base du clocher ne représente plus la croisée du transept, d'autant plus que les arcades vers les anciens croisillons sont bouchées. Le tracé de ces arcades correspond aux doubleaux bouchés à l'ouest des croisillons, évoqués ci-dessus. Le doubleau ouvrant dans le transept flamboyant adopte par ailleurs un tracé analogue, et possède la même hauteur. Il est à deux rangs de claveaux, et non mouluré, sans tailloirs ni chapiteaux. L'intérieur de la base du clocher est autrement élevé, ce qui donne à penser que la croisée du transept formait jadis lanterne, et prenait le jour depuis l'extérieur, comme dans les églises romanes Saint-Étienne de Beauvais, Saint-Michel-et-Saint-Vaast de Catenoy et l'abbatiale de Morienval. Cette particularité a permis d'agrémenter la surface au-dessus de l'arc triomphal d'une peinture murale de 1910/11, qui représente Jeanne d'Arc au lieu-dit les Quatre-Tilleuls, et est signée Joseph-Porphyre Pinchon, illustrateur et créateur de Bécassine. — Le doubleau vers la partie antérieure de la nef est le seul qui atteint la hauteur de la travée sous le clocher. Il est du même tracé, mais à simple rouleau du côté ouest. Étant donné l'ampleur des remaniements dans les deux premières travées de la nef, l'authenticité de ce doubleau n'est pas assurée. La voûte date de toute évidence du règne d'Henri II (1547-1559), dont les trois croissants de son emblème figurent au milieu de la clé de voûte. Ils sont entourés de découpages flamboyants d'une facture assez médiocre. La période gothique est effectivement révolue, et les profils des ogives, qui affichent un filet ou un coin émoussé au milieu, correspondent à la fin de la période flamboyante et au début de la  Renaissance. Il n'y a pas de formerets, et les ogives retombent donc seuls sur des culs-de-lampe dans les angles nord-est et nord-ouest, où il n'y a pas de place pour des colonnettes, ce qui parle en faveur d'un voûtement d'arêtes primitif. Des colonnettes existent toutefois à l'ouest, le doubleau occidental étant moins large que son homologue à l'est. Les fûts adoptent curieusement un profil angulaire, avec un large filet de face. Ils sont interceptés par des tailloirs au profil d'une plate-bande et d'un quart-de-rond, puis se terminent par un tailloir identique, sur lequel est réceptionné l'ogive. C'est cette même disposition qui a laissé des vestiges de l'autre côté des mêmes piliers, à l'est de la deuxième travée de la nef (voir ci-dessus), et à l'extérieur, dans l'angle entre nef et croisillon sud. Ces supports d'un style mal défini pourraient dater de la même époque que la clé de voûte, ou sinon de 1645, selon l'inscription reportée par Louis Graves (voir dans le chapitre Histoire). L'enchevêtrement des résultats de deux campagnes de reconstruction pourrait aussi expliquer le manque d'homogénéité du profil des ogives.

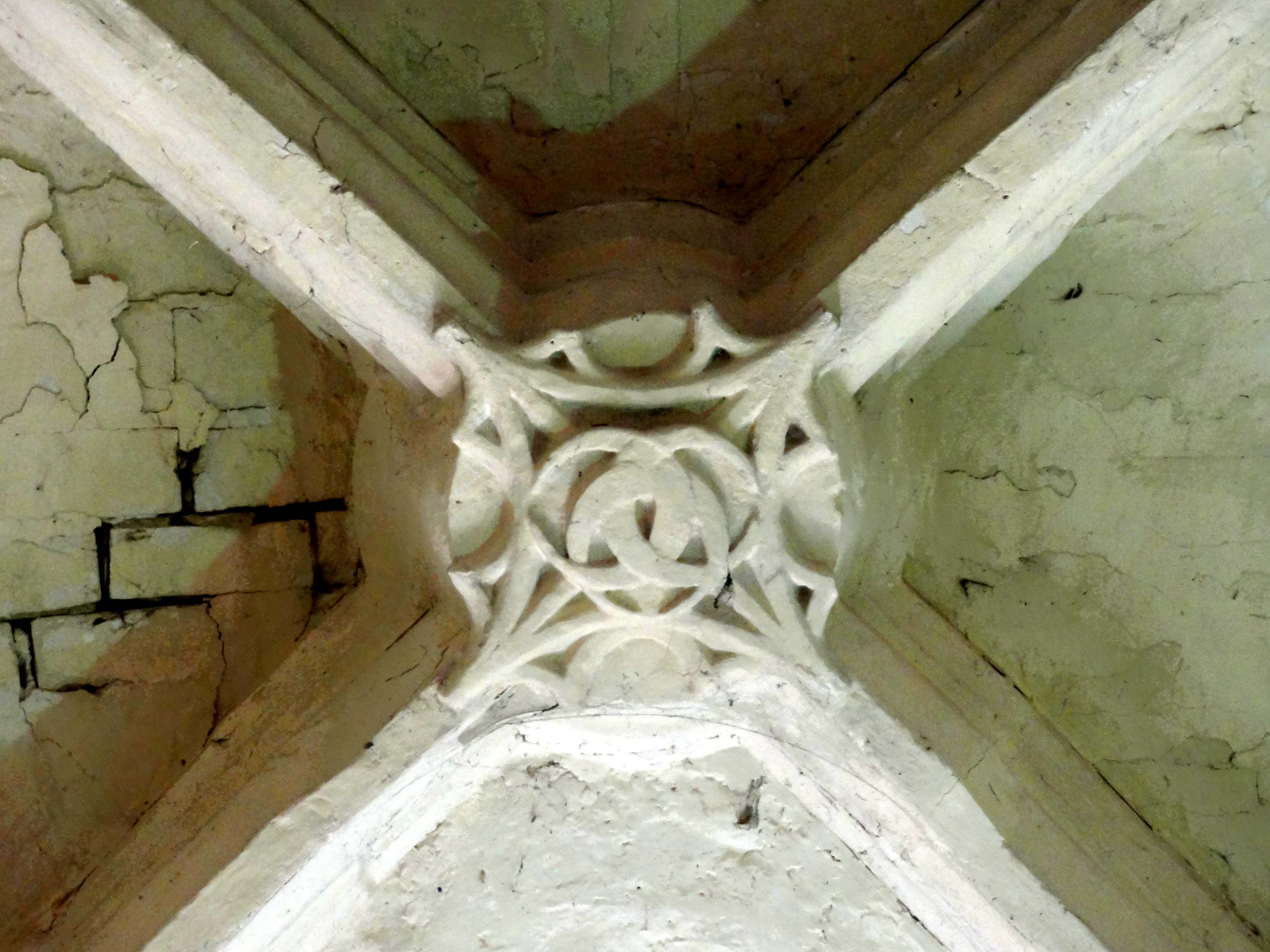
Base du clocher, clé de voûte.
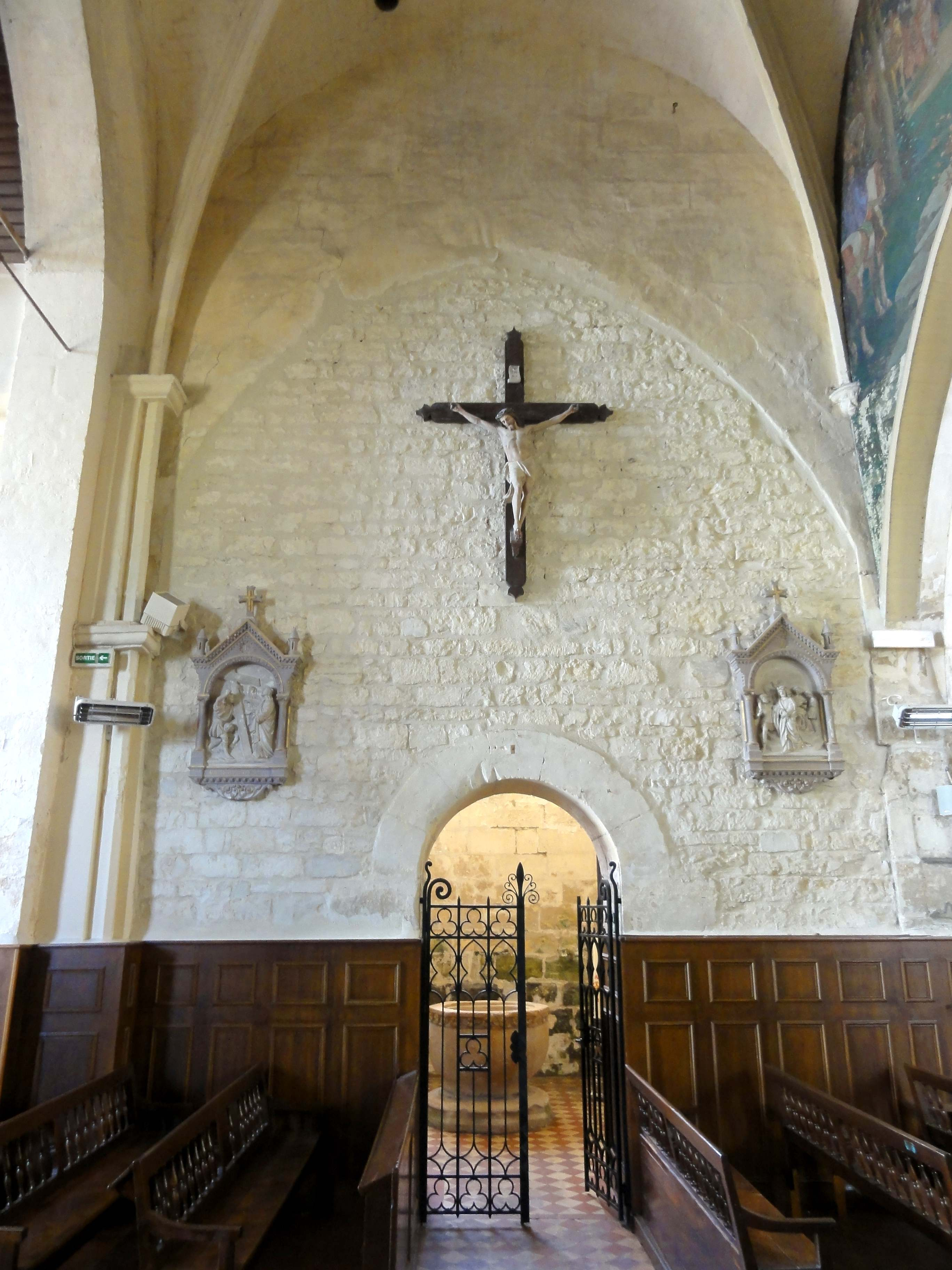
Base du clocher, vue vers le nord.
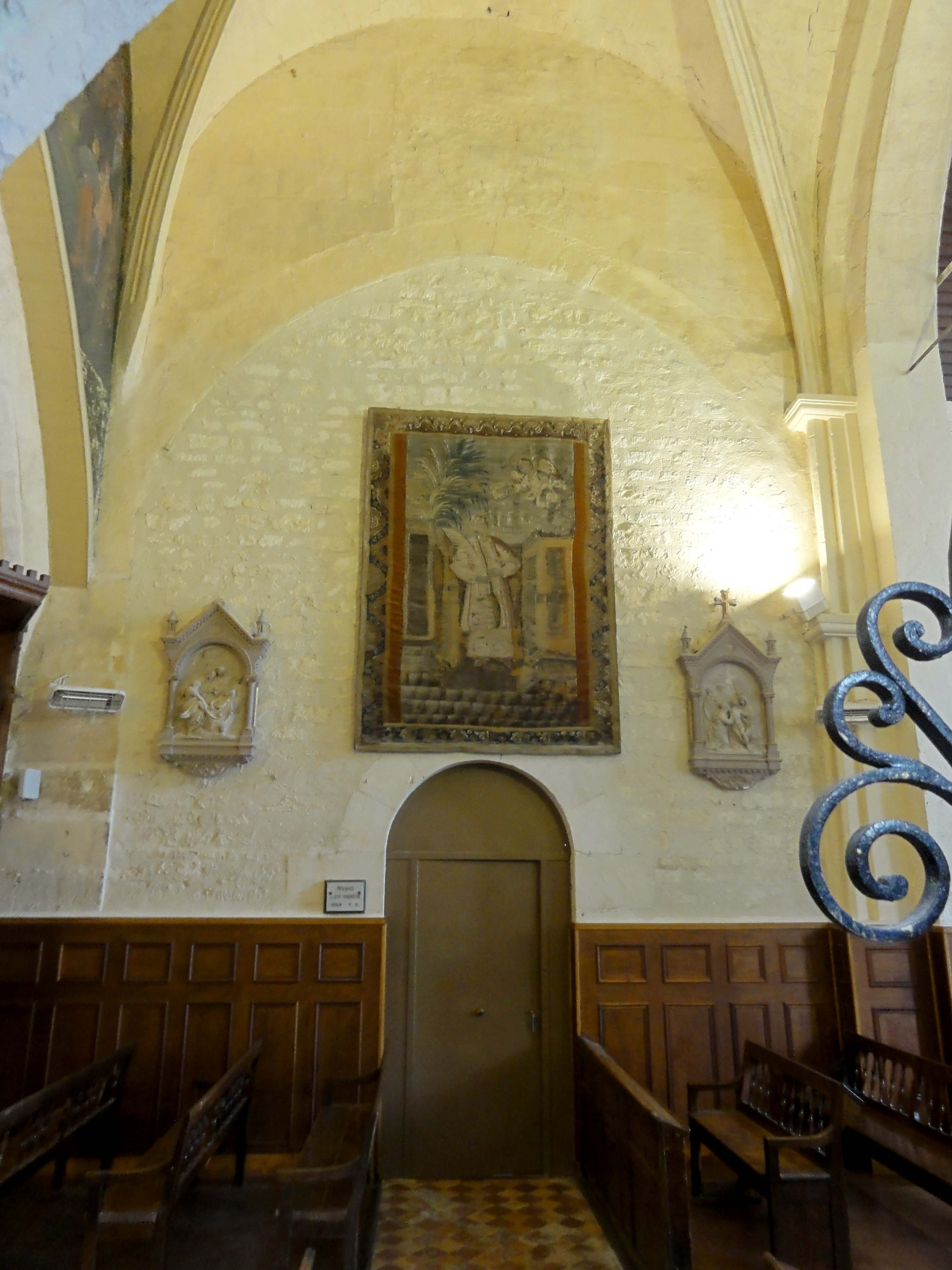
Base du clocher, vue vers le sud.
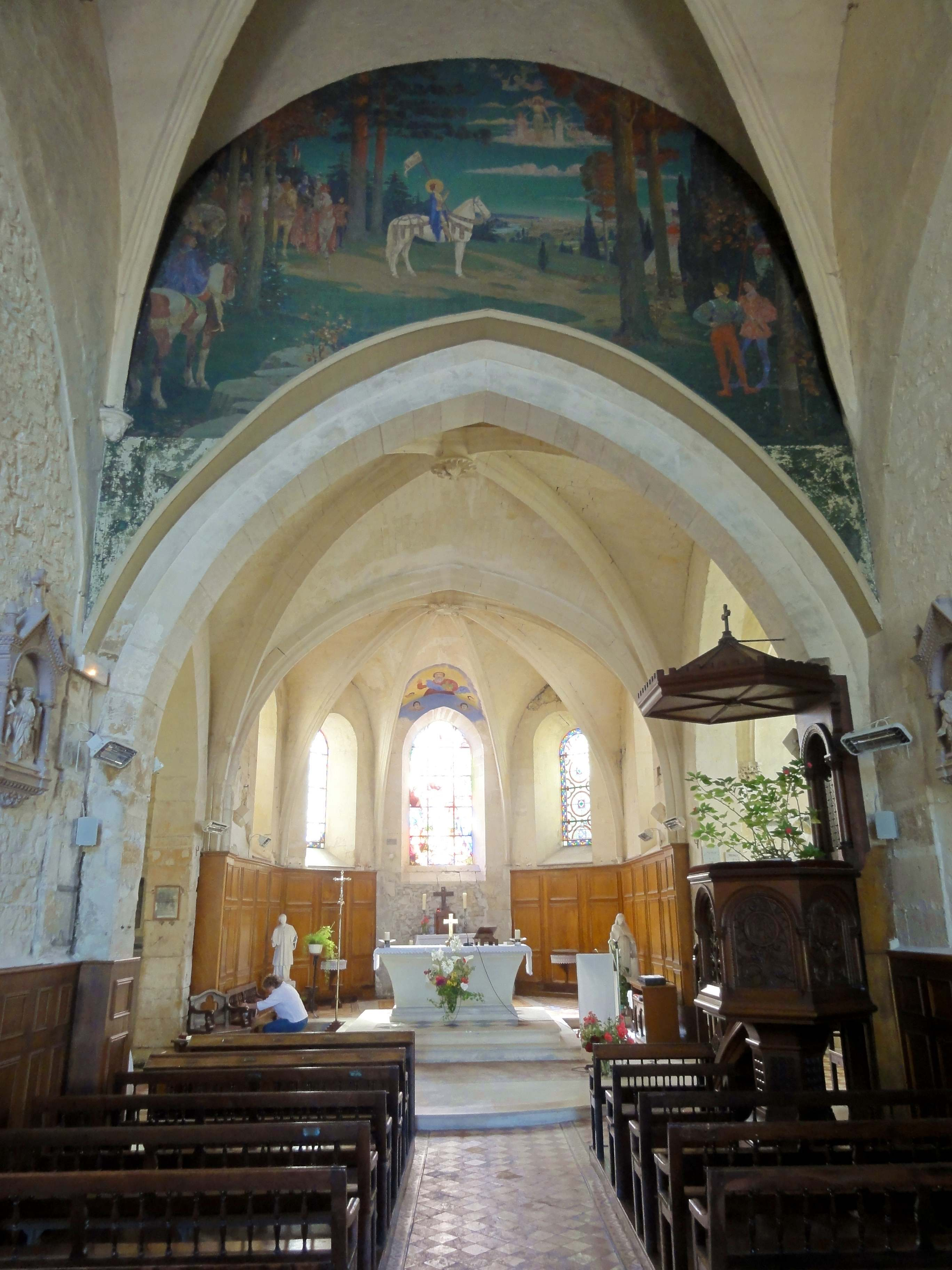
Base du clocher, vue vers l'est.
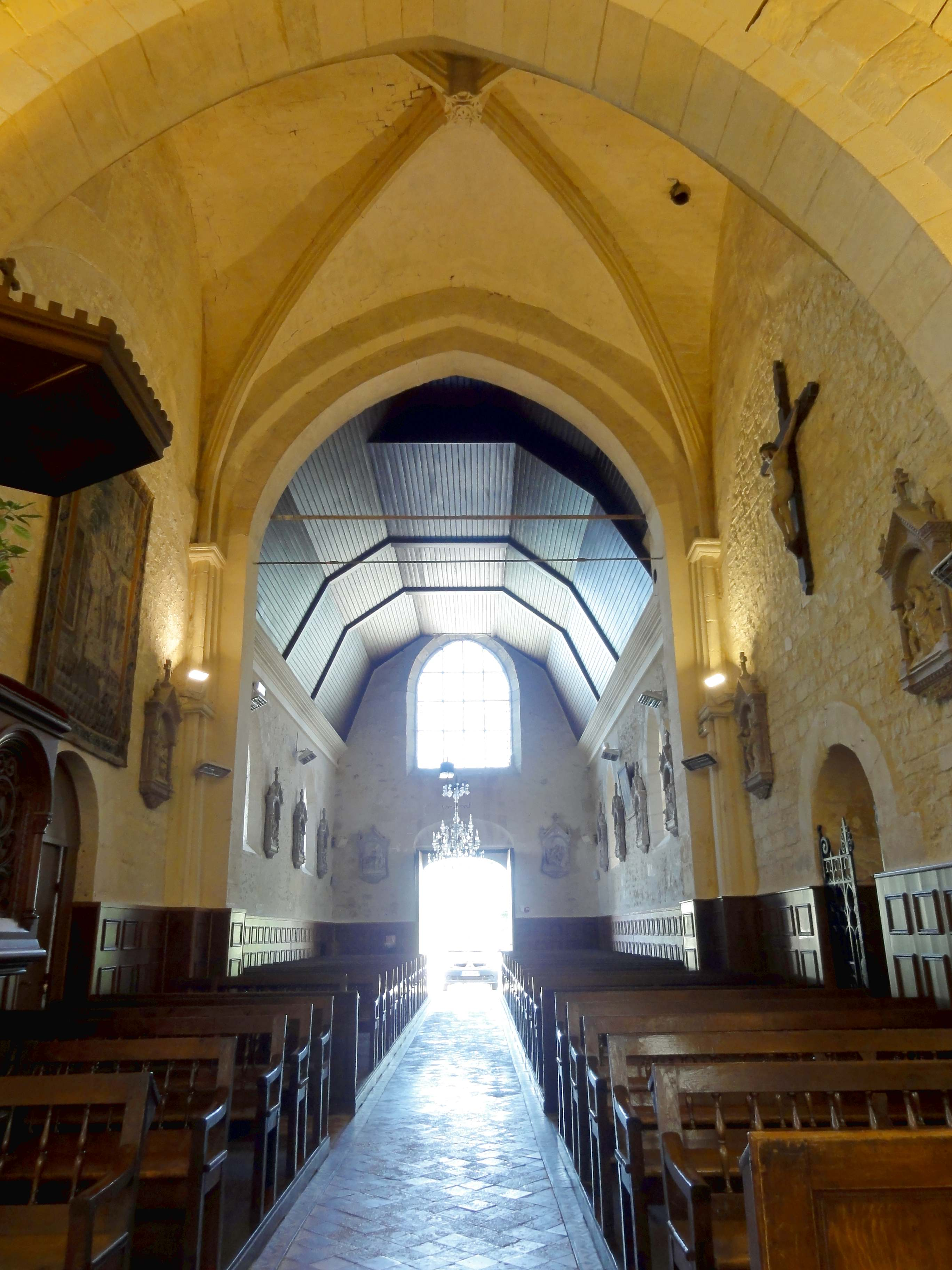
Base du clocher, vue vers l'ouest.
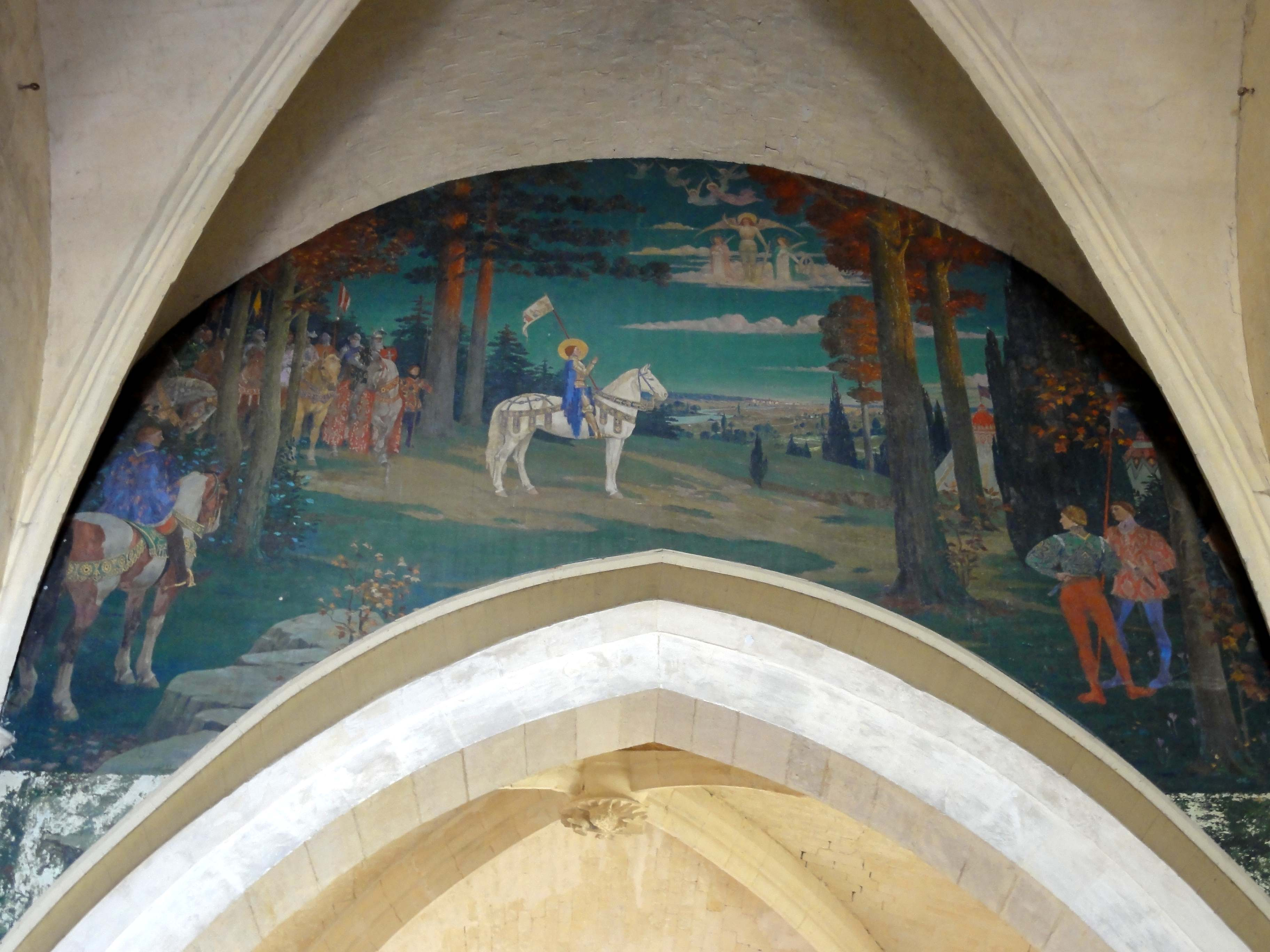
Peinture murale - Jeanne d'Arc.

#### Anciens croisillons

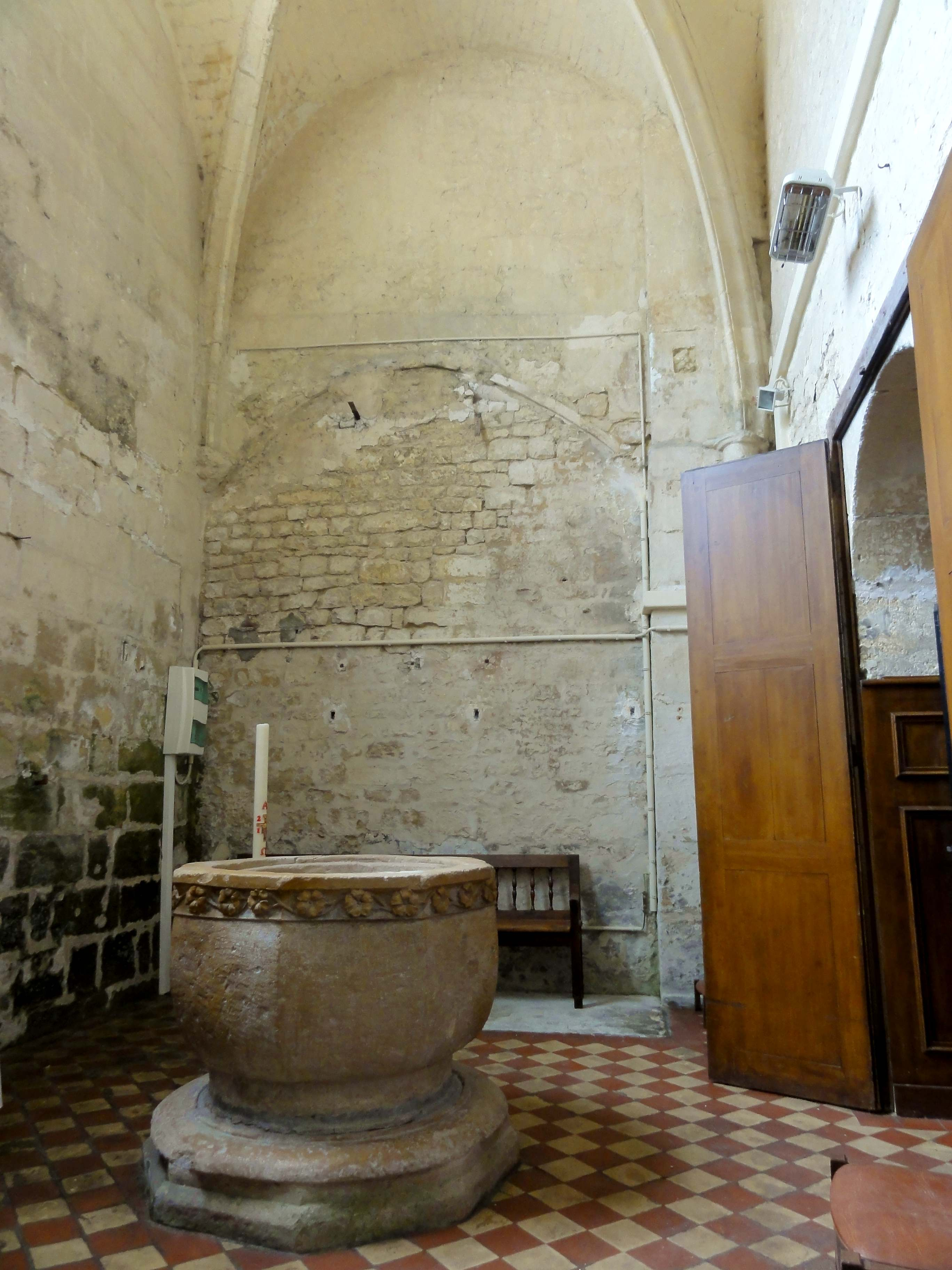
Chapelle des fonts baptismaux, vue vers l'est.

Les travées au nord et au sud de la base du clocher sont uniquement accessibles par des portes en plein cintre, avec des archivoltes en pierre de taille, que l'on a épargnées dans les murs qui bouchent les anciennes arcades. L'ancien croisillon nord accueille la chapelle des fonts baptismaux, et est fermée par une grille en fer forgé à double vantail, tandis que l'ancien croisillon sud est fermé par une porte en bois, et sert seulement de débarras. Les deux croisillons diffèrent essentiellement par leurs voûtes. Dans la chapelle des fonts baptismaux, une porte en anse de panier dessert la cage d'escalier abritée dans la tourelle construite hors-œuvre, dans l'angle avec la nef. En face, à l'est, une arcade bouchée semblable à celle vers la base du clocher et aux autres arcades bouchées témoigne d'un ancien raccordement avec le croisillon ajouté à la période flamboyante. L'unique fenêtre, au nord, est de dimensions généreuses, mais dépourvue de remplage, et seulement entourée d'un ébrasement. La clé de voûte est agrémentée d'une rosace ou patère à ombilic, motif de la Renaissance emprunté à l'entablement dorique. Cette clé est d'une qualité supérieure à celle de la base du clocher. Les ogives sont au profil d'une mince baguette entre deux cavets, dégagées d'un bandeau en arrière-plan. Ce profil n'est pas le même que dans la base du clocher, contrairement aux supports, qui répondent aux mêmes dispositions. Dans l'ancien croisillon sud, ce sont les ogives et les supports à la fois qui reprennent les dispositions de la base du clocher. On trouve donc de nouveau des ogives affichant tantôt un filet, tantôt un coin émoussé. La clé de voûte est en revanche nettement flamboyante, et arbore un écusson aujourd'hui vierge au milieu de découpages à jour. D'une façon inattendue, l'unique cul-de-lampe en bon état de conservation de l'ancien transept est du pur style Renaissance, même si l'iconographie n'est pas empruntée à l'Antiquité : c'est une tête (d'ange ?), la bouche ouverte, entre un collier de plumes, qui se détache devant la frise. La partie inférieure imite, de façon stylisée, un bourgeon.

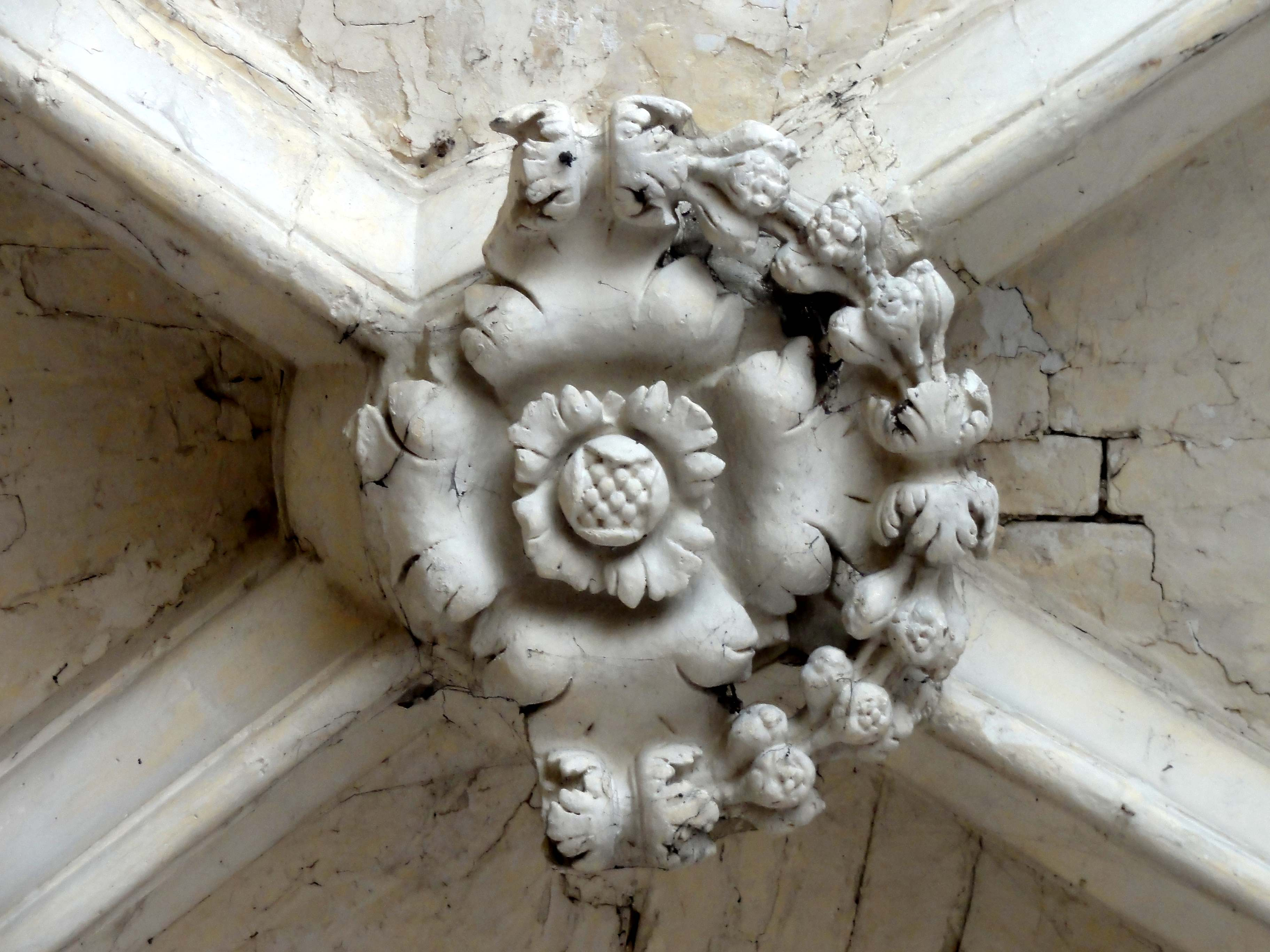
Ancien croisillon nord, clé de voûte.
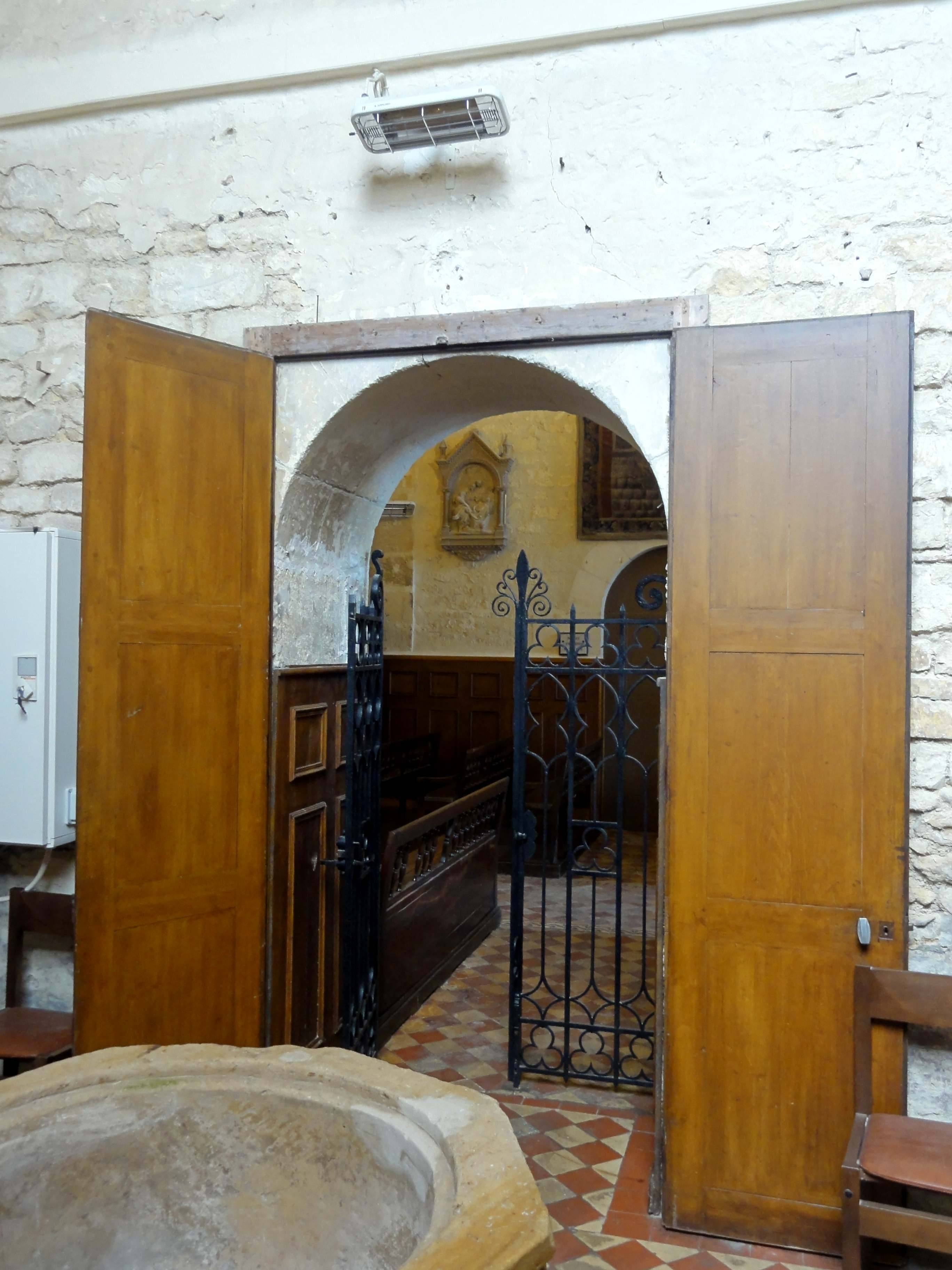
Ancien croisillon nord, vue vers le sud.
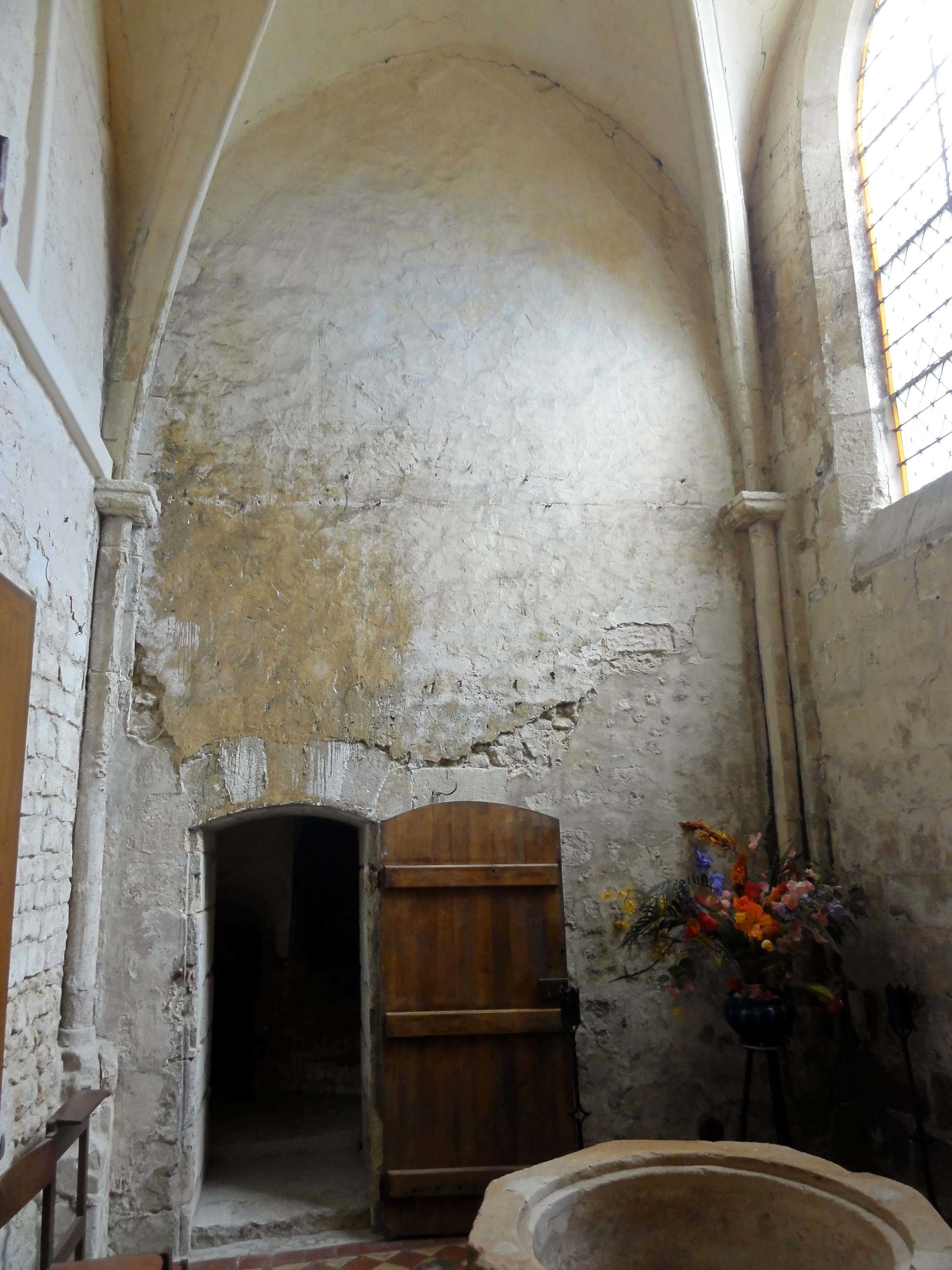
Ancien croisillon nord, vue vers l'ouest.
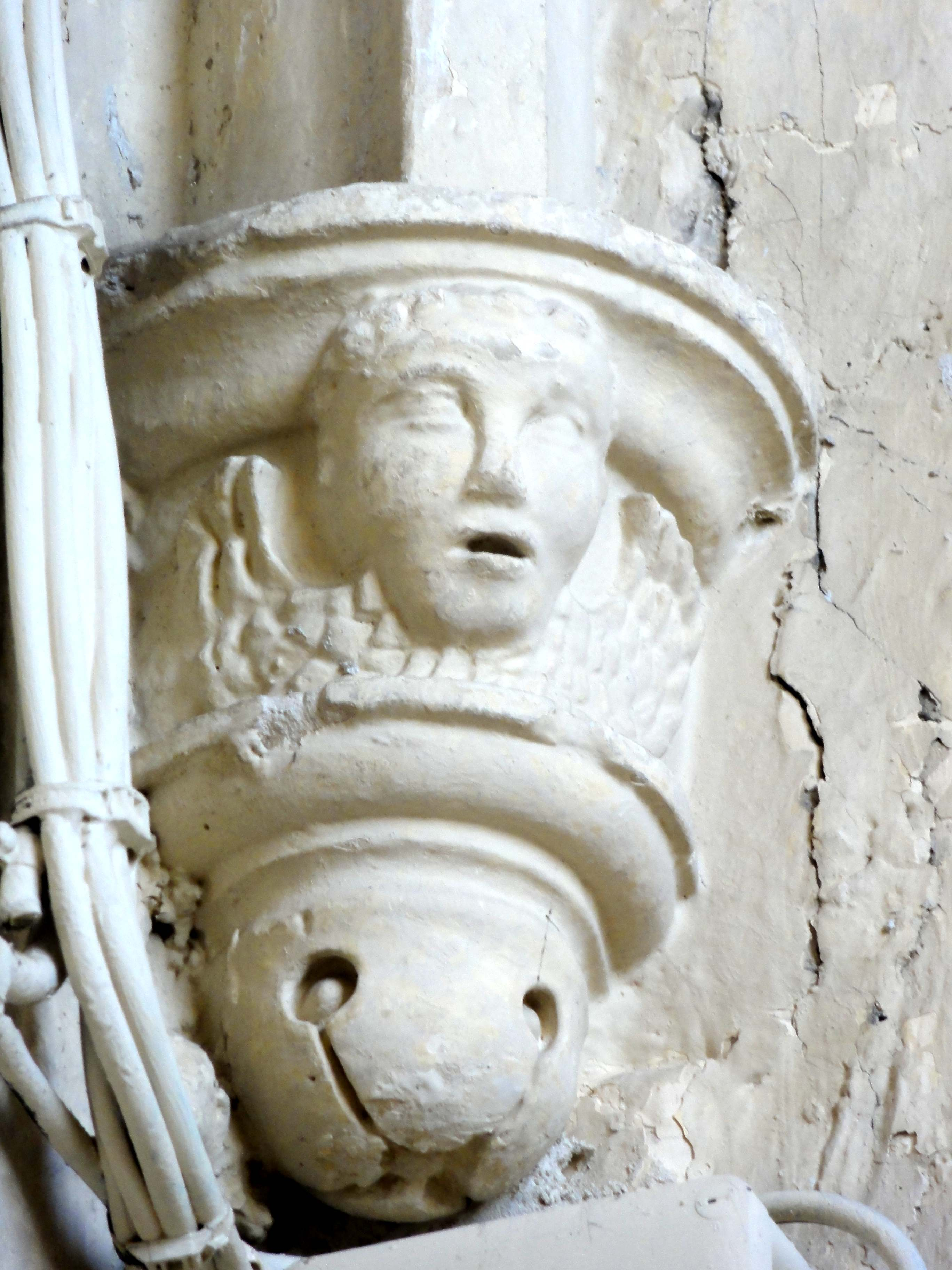
Ancien croisillon nord, cul-de-lampe au nord-est.
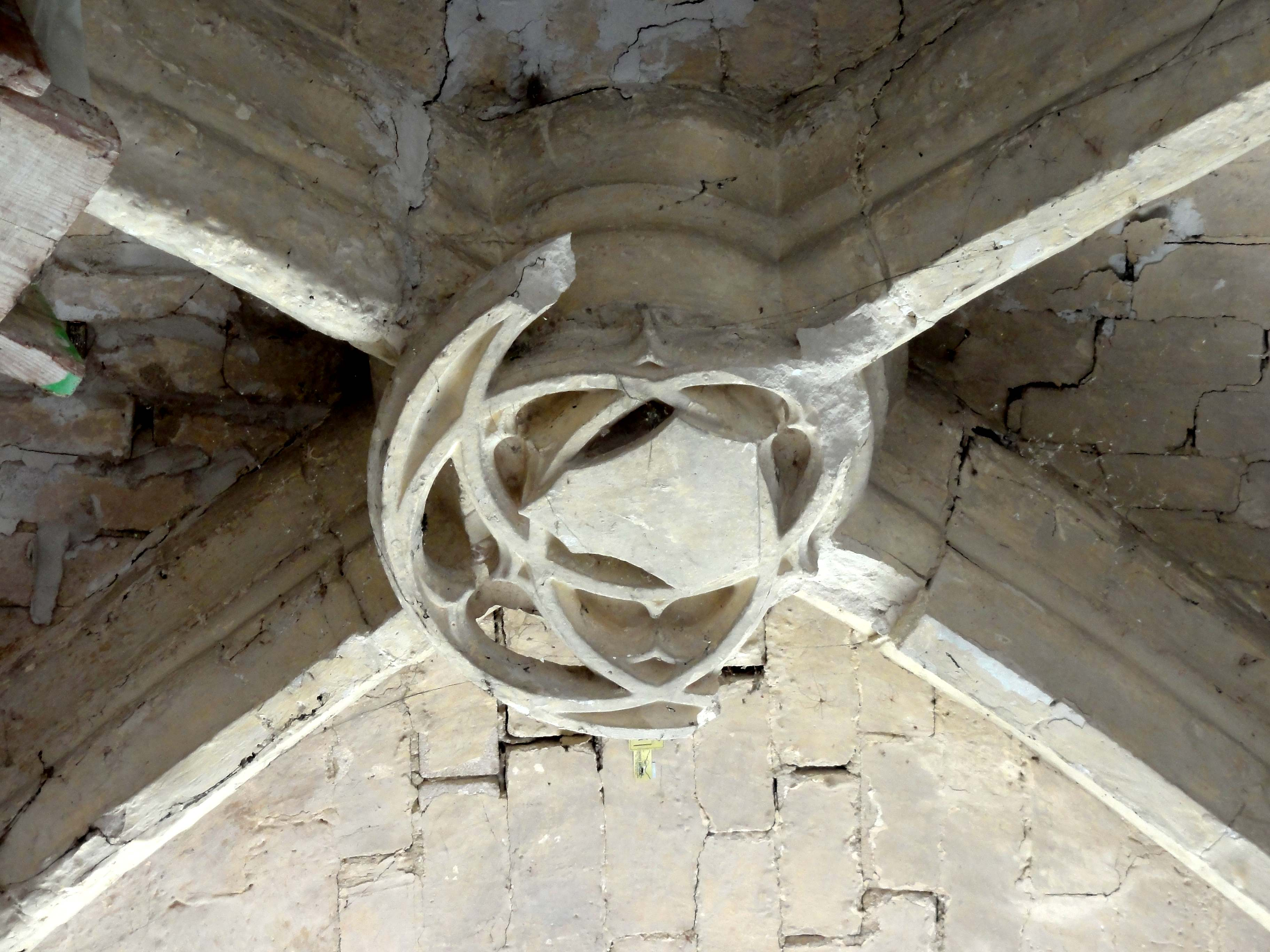
Ancien croisillon sud, clé de voûte.

#### Transept et abside

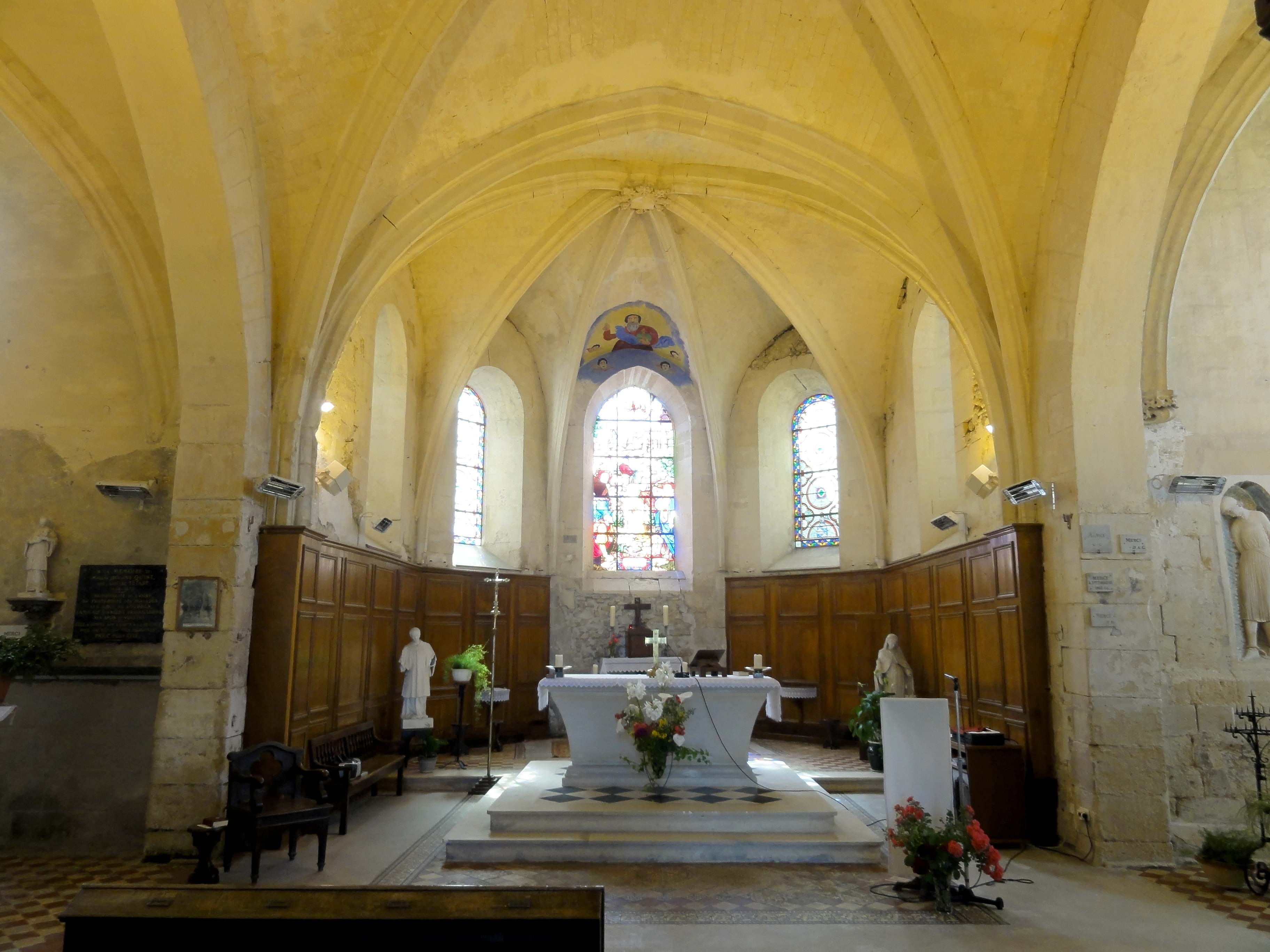
Croisée, vue vers l'est.

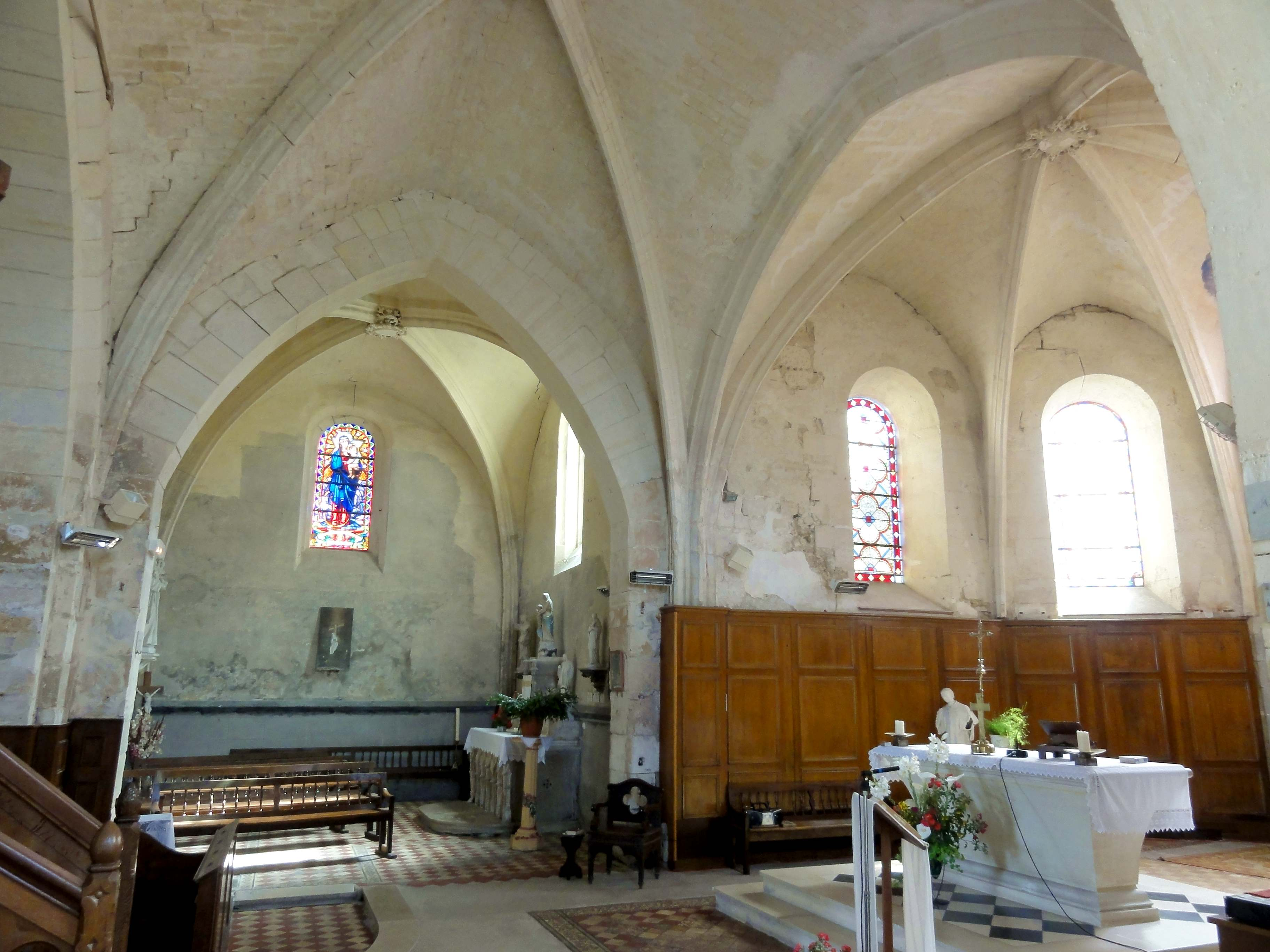
Croisée et abside, élévation nord.

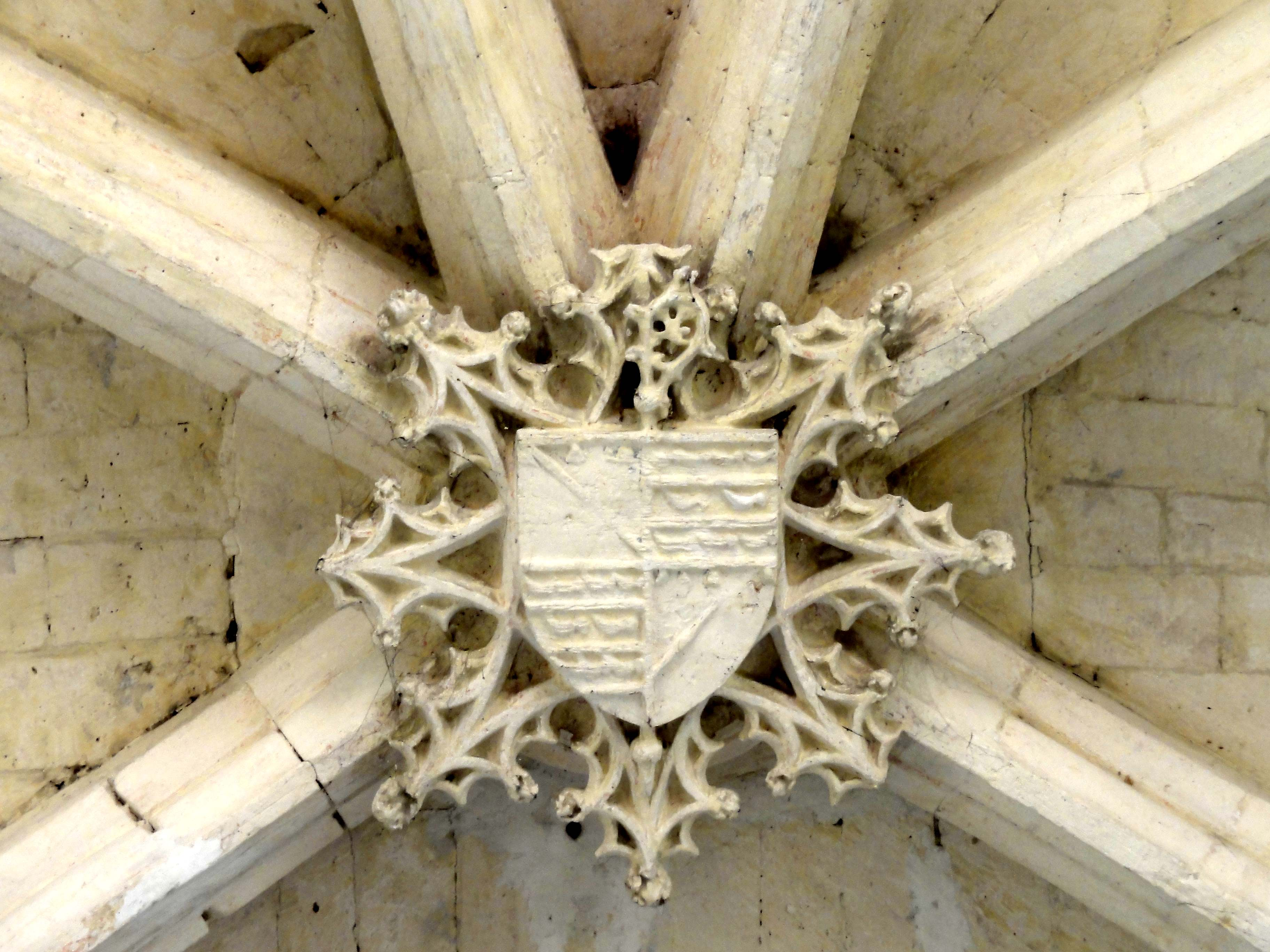
Abside, clé de voûte.

Le transept flamboyant et l'abside se caractérisent avant tout par leurs proportions trapues, avec une hauteur sous le sommet des voûtes, qui, dans le vaisseau central, ne dépasse pas la largeur entre les murs. La retombée des voûtes s'effectue à un niveau qui correspond à la moitié de la largeur. Ces proportions trapues sont souvent propres aux vaisseaux voûtés après coup, ou ajoutés après la guerre de Cent Ans, comme le vaisseau nord de Saintines. On les trouve aussi dans les chœurs d'Arthies, Fitz-James, Rivecourt, Villaines-sous-Bois et Warluis. Au Moyen Âge, les piliers atteignent au moins une hauteur équivalente à la largeur du vaisseau. À l'instar de la base du clocher, il y a des doubleaux d'apparence plus ancienne. Ce sont les deux doubleaux latéraux, qui relient la croisée du transept actuelle aux croisillons. Comme les autres, ils sont en tiers-point, et non moulurés. Ils sont à un seul rang de claveaux. Ce caractère sommaire n'indique pas obligatoirement une grande ancienneté, mais peut aussi résulter de l'ouverture d'arcades dans des murs préexistants, sans reprise en sous-œuvre intégrale. Ainsi, l'actuelle croisée du transept a pu représenter, avant les remaniements flamboyants, une travée droite du chœur, non accompagnée de chapelles. Le doubleau à l'intersection entre la croisée du transept et l'abside est le seul qui a bénéficié d'une mouluration, conformément aux préceptes de l'architecture flamboyante. Le plan de l'abside, qui est à cinq pans, dont quatre sont obliques, et ses élévations intérieures, sont en revanche atypiques pour la période flamboyante. Les cinq pans obliques sont cohérents avec la présence d'une travée droite précédant l'abside ; à défaut, seulement deux pans sont typiquement obliques. Les fenêtres sont en plein cintre. Les influences de la Renaissance étant encore limitées dans l'église Saint-Étienne au moment du revoûtement de l'ancien transept (une clé de voûte et un cul-de-lampe), elles sont susceptibles d'être postérieures au remaniement flamboyant, ou à la construction, de l'abside actuelle. Ces travaux peuvent être datés assez précisément grâce à l'analogie des profils avec l'ancien croisillon sud et la base du clocher, où la clé de voûte porte les trois croissants d'Henri II. Toutes les ogives du transept actuel et de l'abside affichent un profil prismatique, avec un filet au milieu. Les clés de voûte de la croisée du transept actuelle et de son croisillon sud se détachent devant un disque visible en arrière-plan, tout comme dans la base du clocher et l'ancien croisillon sud.
Les clés de voûte sont toutes de grande qualité, et toutes différentes. Surtout celles des croisillons et de l'abside sont emblématiques du style flamboyant. Leur décor est découpé à jour, et inspiré des parties supérieures des réseaux des fenêtres de cette époque, qui contiennent notamment arcatures à têtes trilobées et des soufflets. Huit de ces arcatures sont disposées autour d'un point central, les sommets au milieu, de sorte à former une étoile. Des fleurons garnissent chacune des extrémités. Un écusson figure au milieu. Ce n'est que dans l'abside qu'il conserve ses armoiries, qu'aucun auteur n'identifie. Dans le croisillon nord, des feuilles frisées sont placées derrière les découpages flamboyantes. On les aperçoit seulement en regardant la clé de voûte latéralement. Dans le croisillon sud, une cordelette relie les fleurons. La clé de l'abside est la seule à faire appel à une iconographie religieuse. Elle se présente comme un disque, où l'agneau mystique portant l’étendard de la Croix se détache devant un soleil, d'un type qui apparaît souvent seul sur les clés de voûte du milieu du XVIe siècle. Il n'y a nulle part de formerets. Dans les quatre extrémités du transept, les ogives descendent jusqu'au sol, comme à Lieu-Restauré, dans le croisillon sud de Feigneux, les collatéraux des chœurs de Fresnoy-la-Rivière et Montagny-Sainte-Félicité, la nef de Bouillancy et les bas-côtés de Gisors et Saint-Pierre de Senlis. Selon Monique Richard-Rivoire, c'est le type de support le moins fréquent, en raison de la difficulté de taille de profils aussi fouillés. De part et d'autre du doubleau à l'entrée de l'abside et dans les angles entre deux pans de l'abside, la disposition était peut-être analogue, mais les supports ont été supprimés à la faveur de l'installation de boiseries médiocres, qui sont de simples panneaux à fenestrages. Dans les angles nord-ouest et nord-est du croisillon nord, les ogives sont réceptionnées sur des culs-de-lampe sculptés de feuilles frisées. Les fenêtres des croisillons sont également en plein cintre, sauf la baie méridionale du croisillon sud. Elle possède un remplage flamboyant de deux lancettes à têtes trilobées, surmontées d'un soufflet entre deux mouchettes. L'existence de ce remplage renforce l'idée du repercement des autres fenêtres des parties orientales à l'époque moderne. Toujours dans le croisillon sud, restent les vestiges de la porte vers l'ancien croisillon sud, qui était en plein cintre, et rappelle ses homologues de la base du clocher.

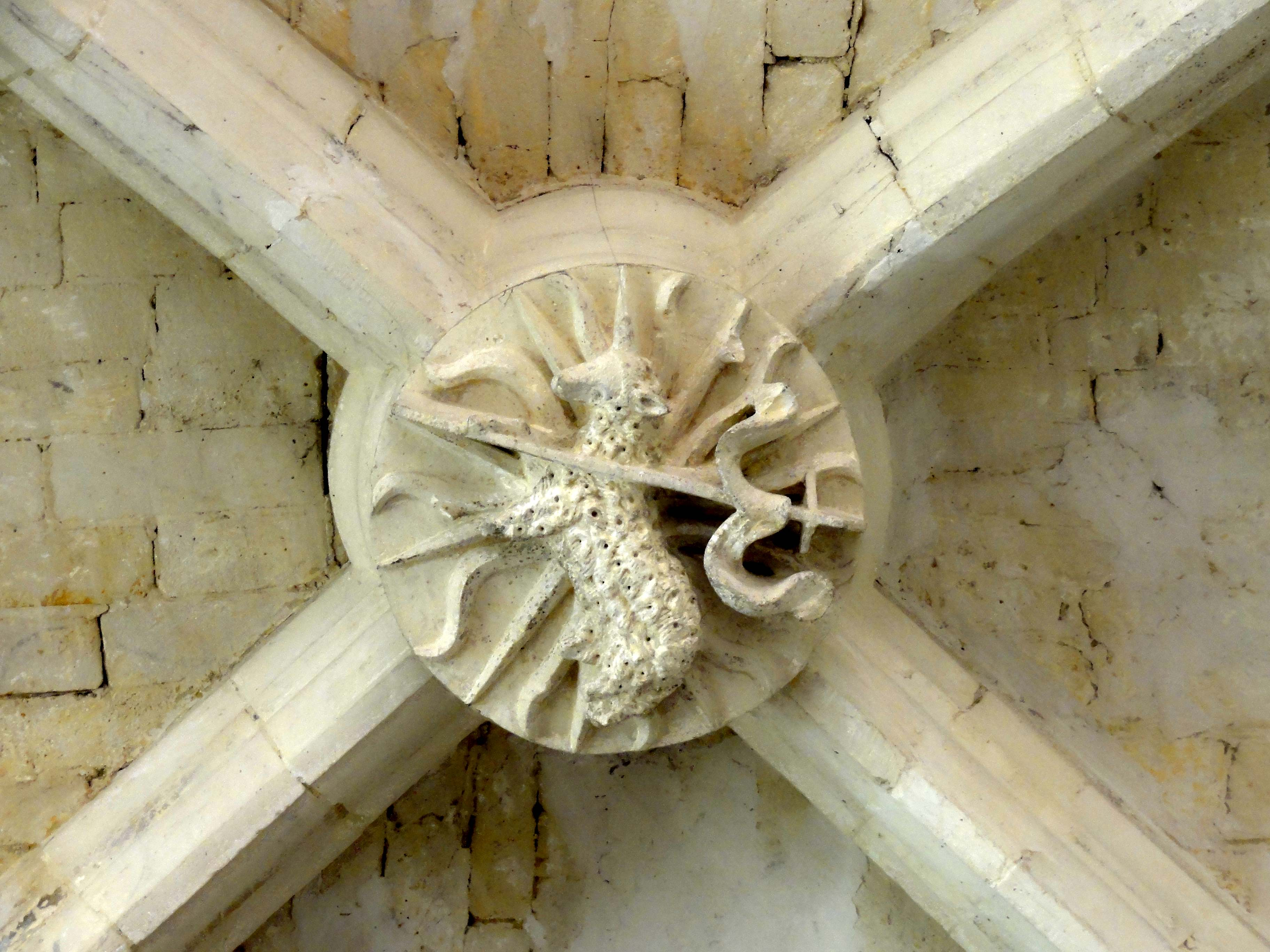
Croisée, clé de voûte.
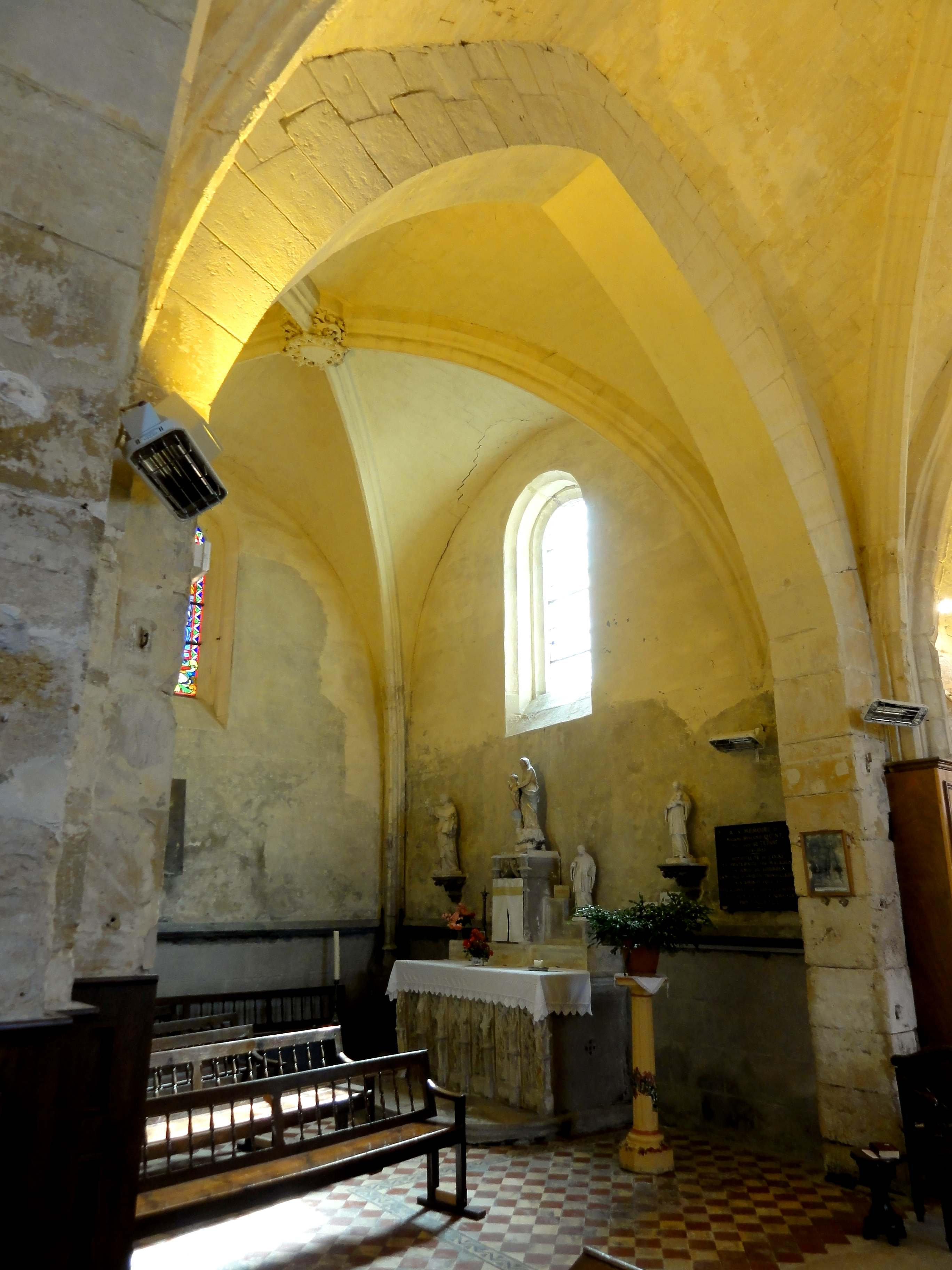
Croisée, vue vers le nord-est.
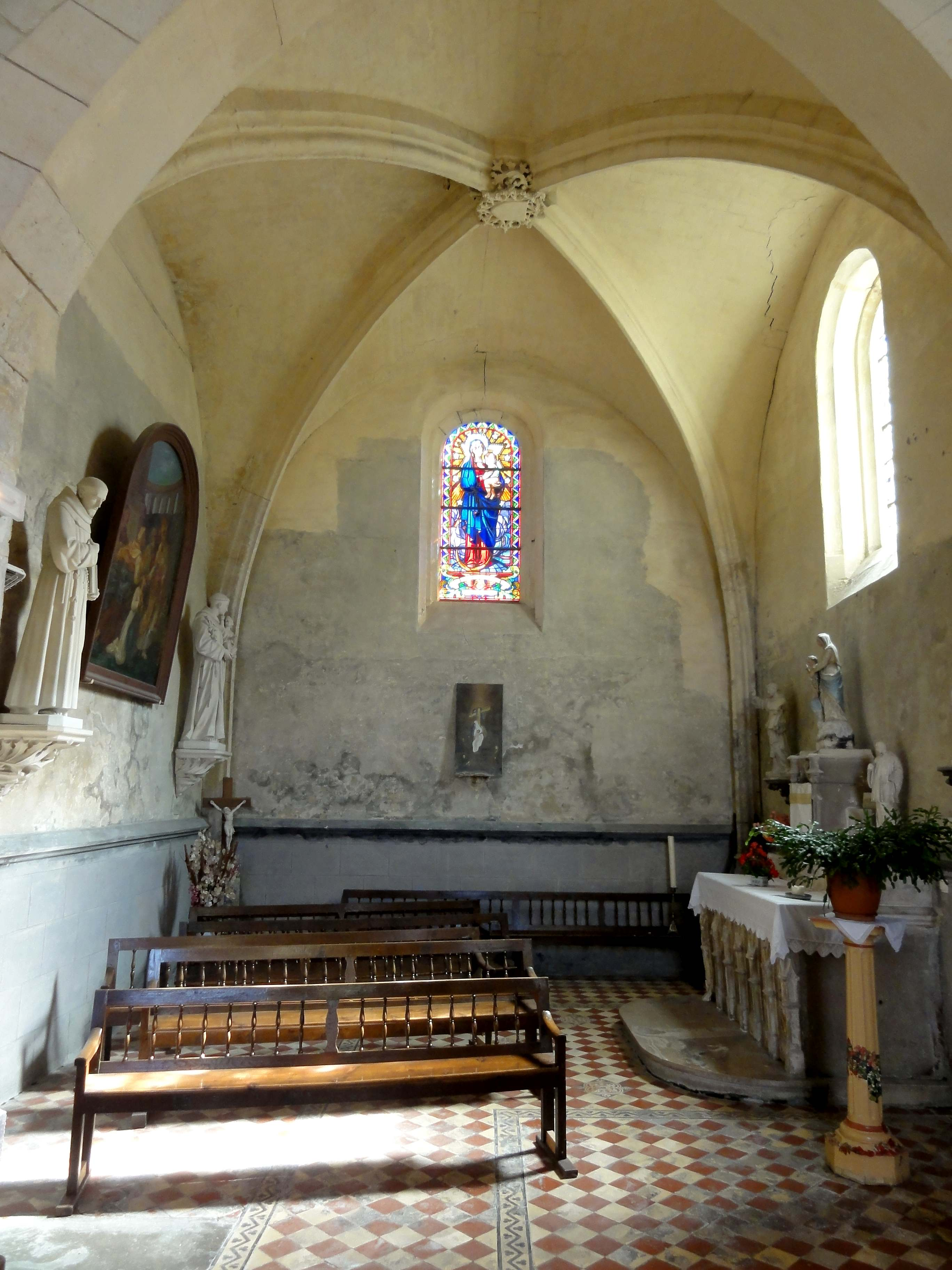
Croisillon nord, vue vers le nord.
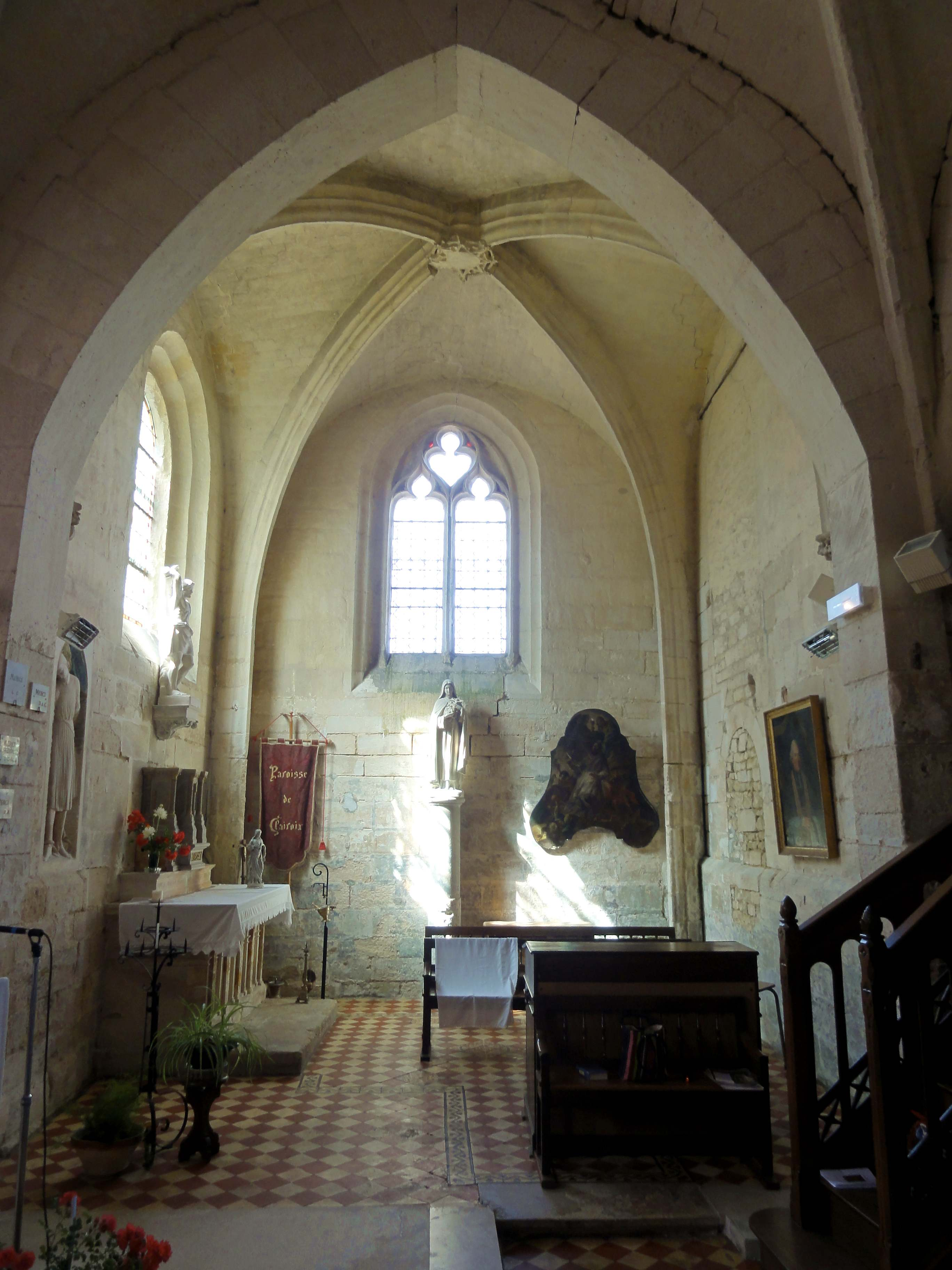
Croisillon sud, vue vers le sud.
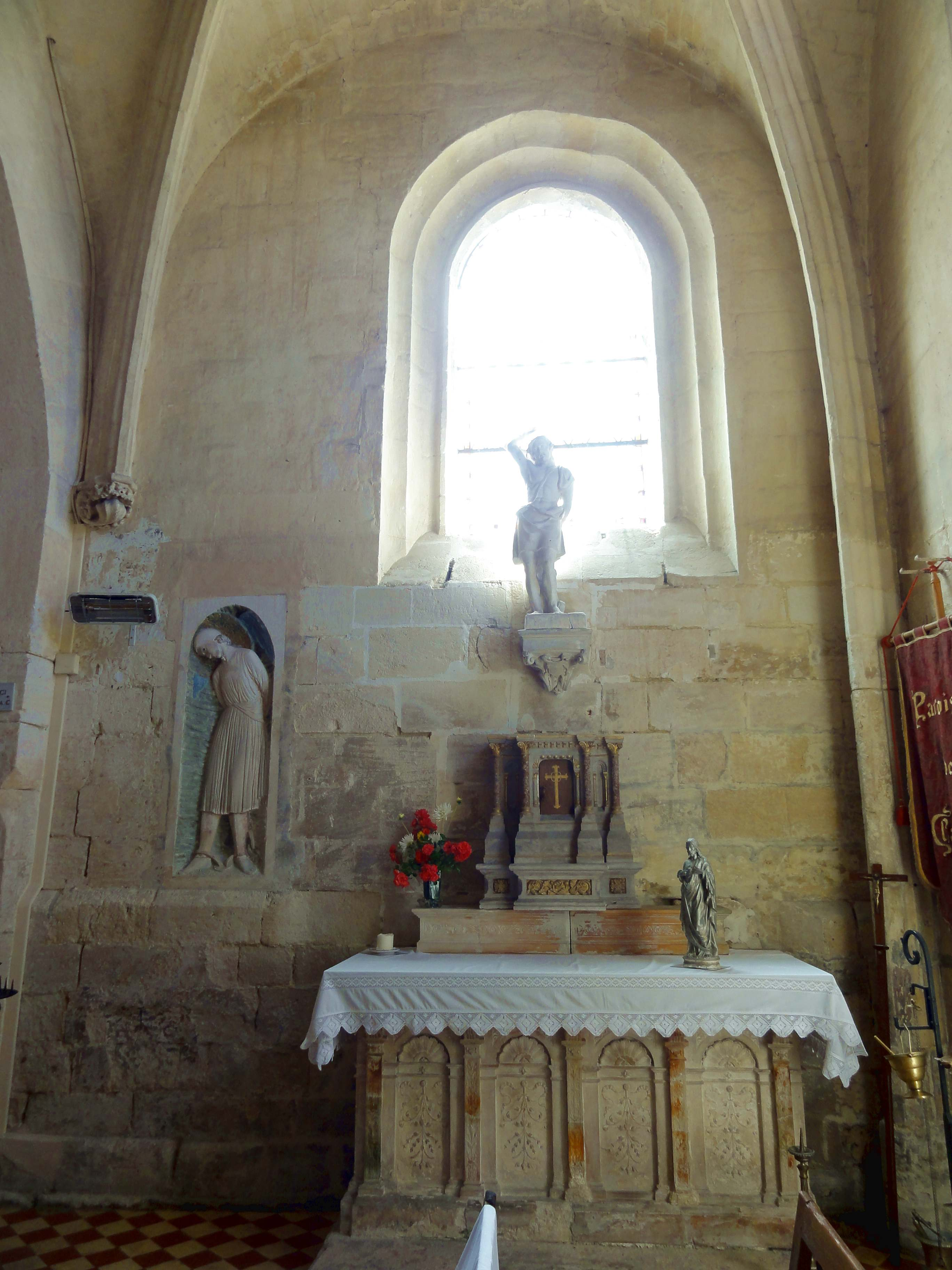
Croisillon sud, chevet.
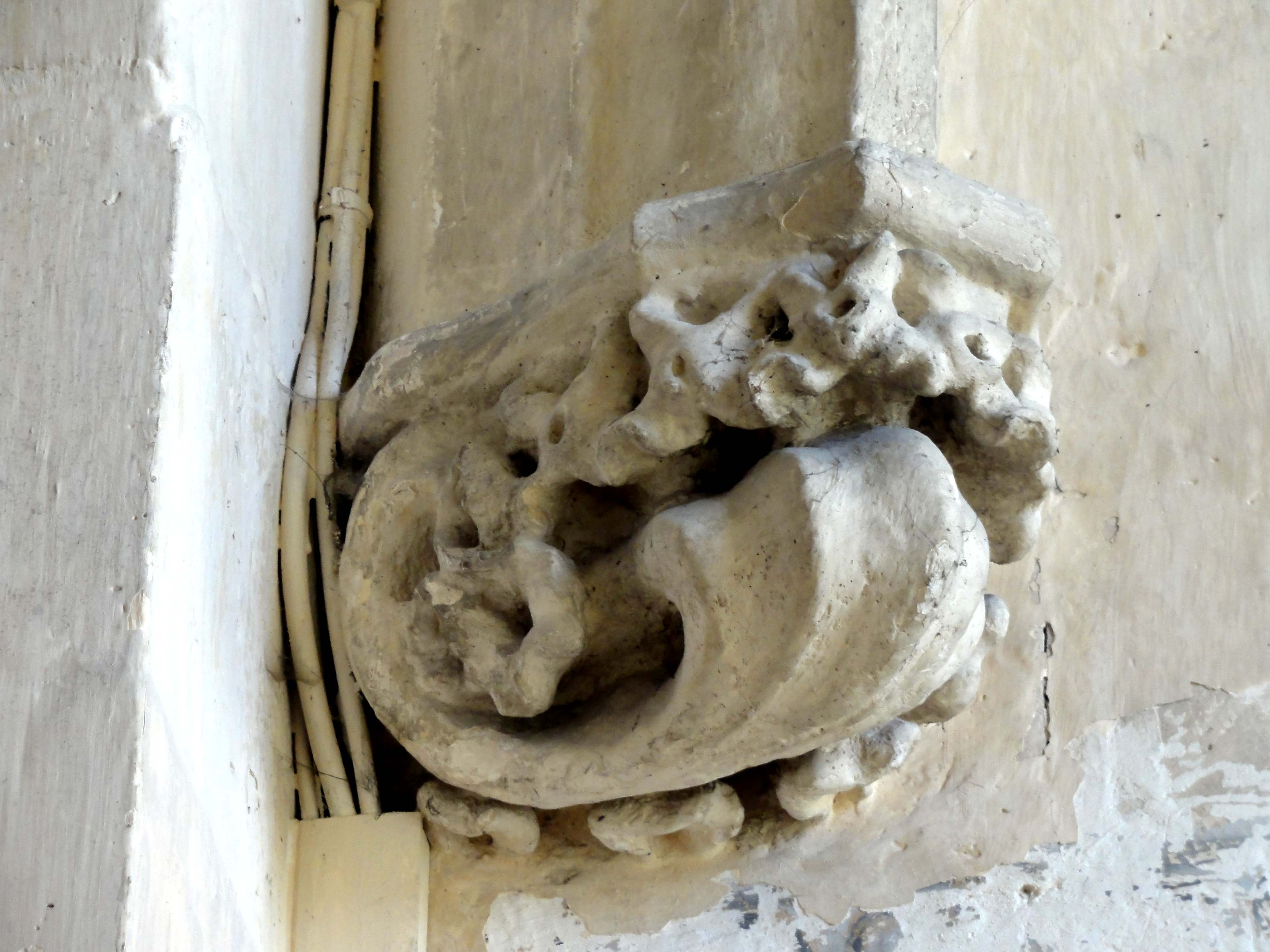
Croisillon sud, cul-de-lampe.

### Extérieur

#### Nef

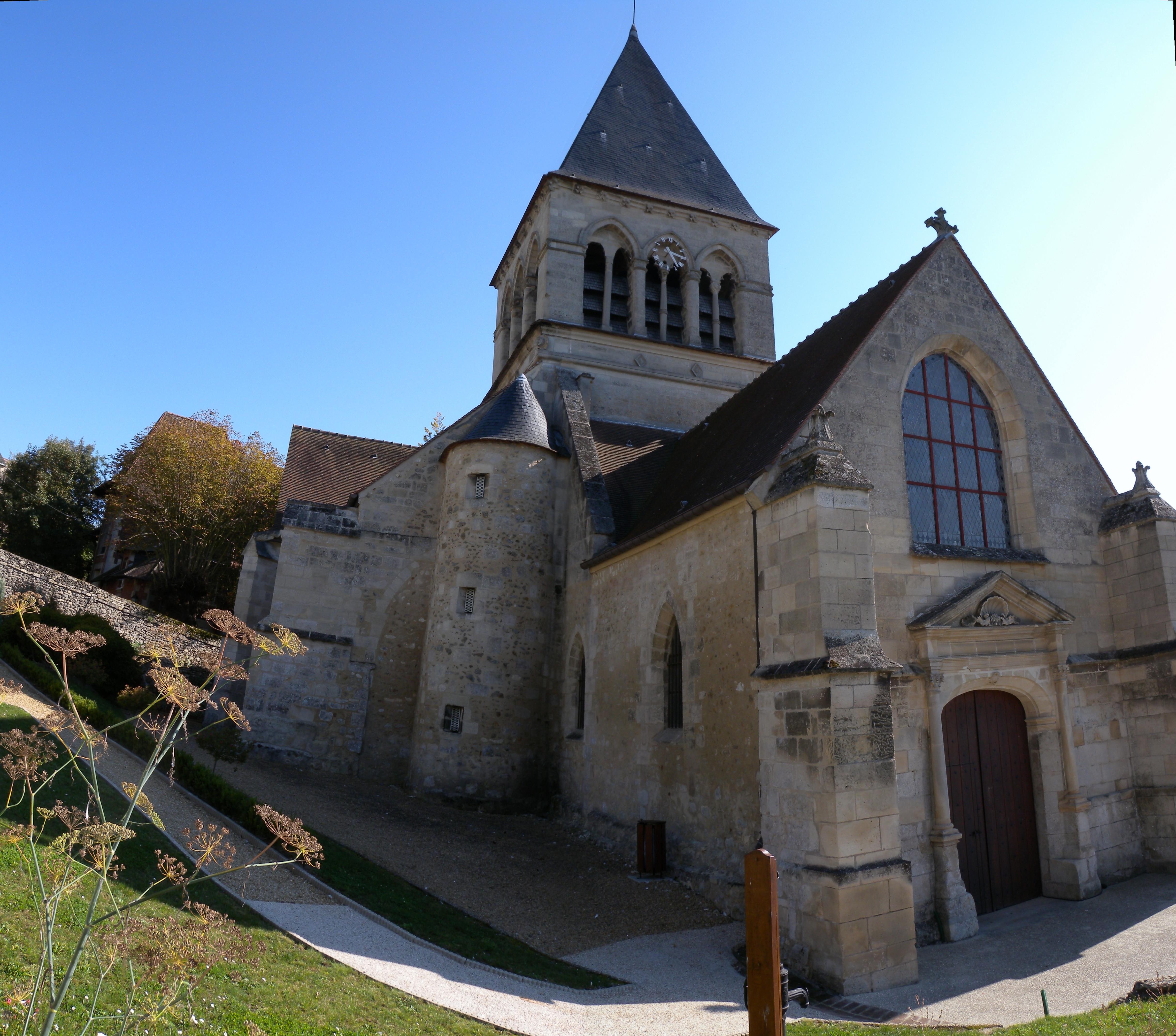
Vue depuis le nord-ouest.

L'extérieur de l'église offre un aspect pittoresque, notamment en raison de son implantation à flanc de coteau et proche de la lisière de la forêt qui recouvre le mont Ganelon, et en surplomb de la ville et de la vallée de l'Oise. La rue qui monte depuis la ville, se trouve bientôt au niveau des fenêtres du transept. Le cimetière est établi sur une terrasse confortée par un mur de soutènement, et domine la vallée tel un belvédère. L'église se signale également par la blancheur de sa pierre. Elle proviendrait des carrières du mont Ganelon, du mont Saint-Mard, de Berneuil-sur-Aisne, et de Saint-Leu-d'Esserent. La façade, l'ancien et l'actuel croisillon sud, les demi-pignons qui flanquent le clocher, le clocher et tous les contreforts sont appareillés en pierre de taille. Ailleurs, l'appareil est constitué de moellons irréguliers noyés dans un mortier, la pierre de taille étant réservée aux blocs moulurés, aux pourtours des fenêtres, et aux chaînages. L'architecture est d'une certaine lourdeur, notamment en raison de plusieurs grandes baies sans remplage ; de la petite dimension des baies des parties orientales par rapport aux surfaces murales, souvent très profondément ébrasées ; et des très volumineux contreforts. Le portail occidental et le clocher se démarquent par leur élégance. — La façade est dominée par une croix en antéfixe, qui est formée par des accolades festonnées. Le croisillon sud possède un antéfixe semblable. Chacun des deux angles de la façade est épaulé par un unique contrefort regardant vers l'ouest : il n'y a pas de contreforts latéraux (leur mission devant être assumée par les murs occidentaux des bas-côtés). Ces deux contreforts se retraitent une fois grâce à un fruit, et une seconde fois grâce à un larmier qui va tout autour, et s'amortissent par un chaperon à croupe, qui est sommé d'un gros fleuron. Les deux contreforts du croisillon sud actuel sont identiques, avec les fleurons en moins. Le portail, certainement un peu plus tardif, est de style Renaissance. Son archivolte en anse de panier est légèrement moulurée, et retombe sur des impostes également moulurées, mais les piédroits ne sont pas décorés. Des feuillages se détachent devant la clé d'arc. Le reste du décor a apparemment été plaqué devant la façade. Il est constitué de deux fines colonnettes monolithiques sur de hauts stylobates, non cannelées, dont les chapiteaux corinthiens supportent un entablement aniconique et un fronton triangulaire, qui arbore en son milieu une coquille Saint-Jacques. Concernant les murs latéraux de la nef, qui sont ajourés de deux baies en arc très aigu d'une époque indéterminée (d'origine si les bas-côtés n'ont jamais été réalisés), l'on remarque des demi-pignons qui relient ces murs aux murs latéraux du clocher, et leur servent peut-être de contreforts. Il y a aussi des pans de toiture qui correspondent à ces demi-pignons.

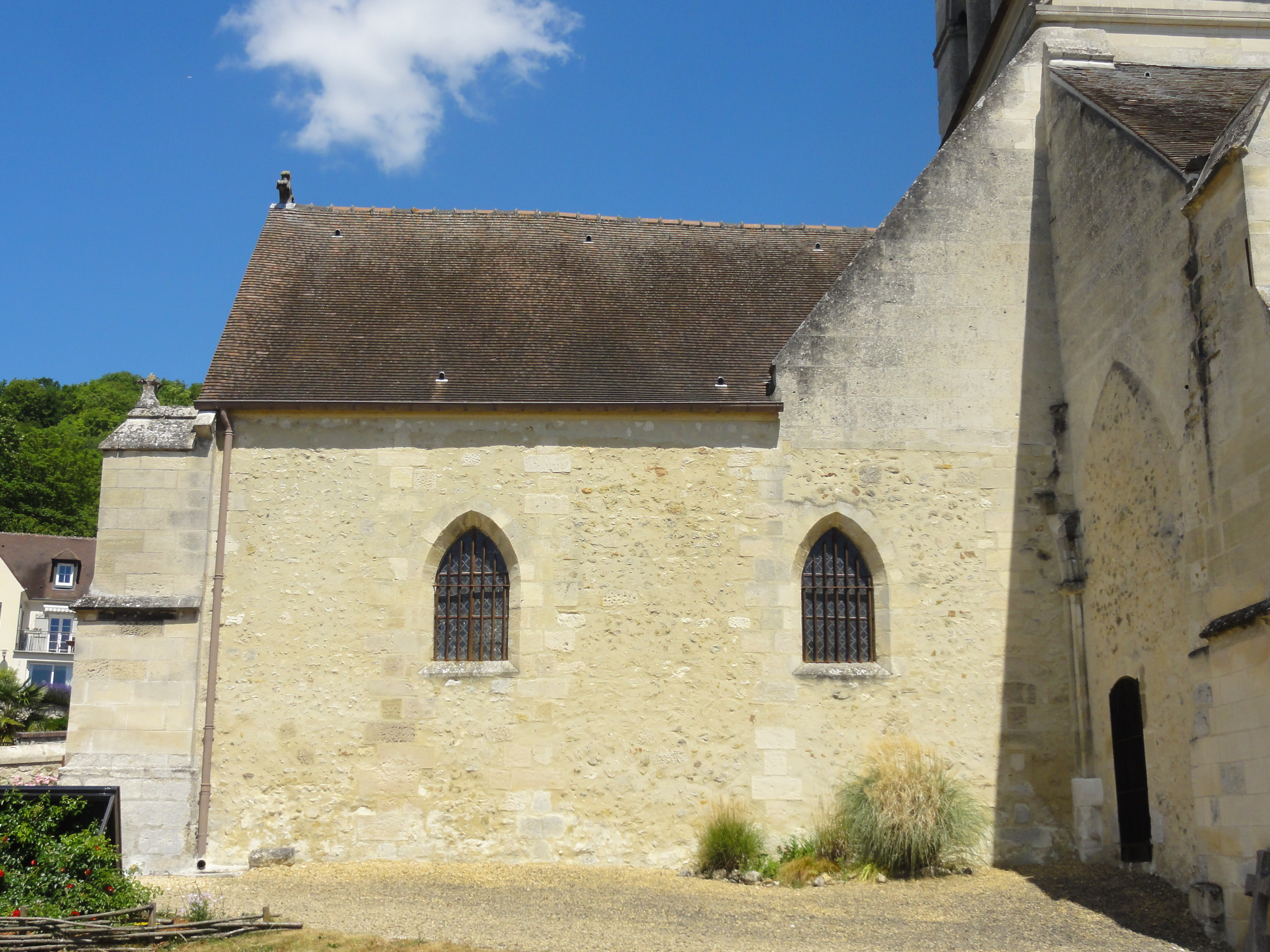
Nef, vue depuis le sud.
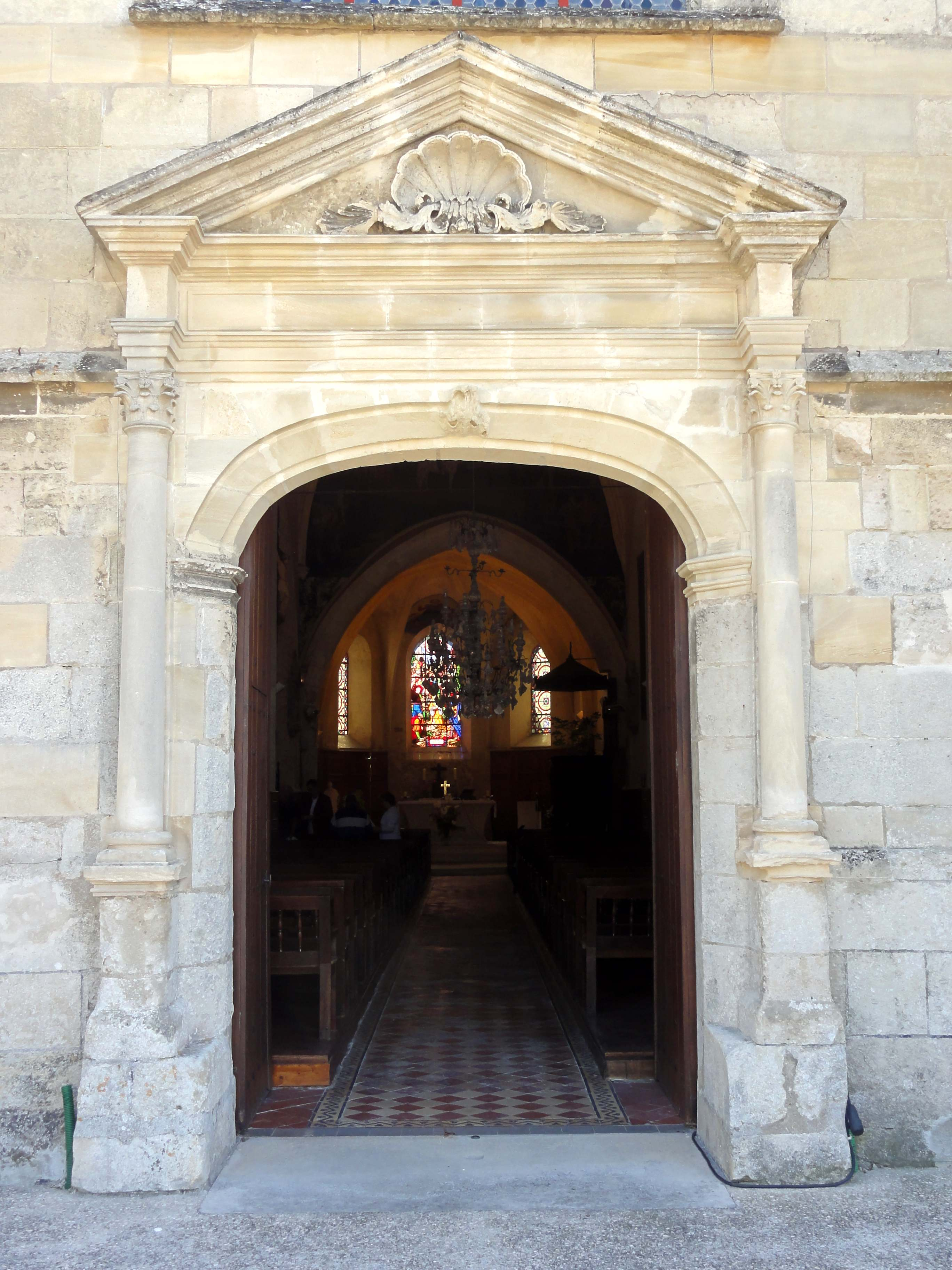
Portail occidental.
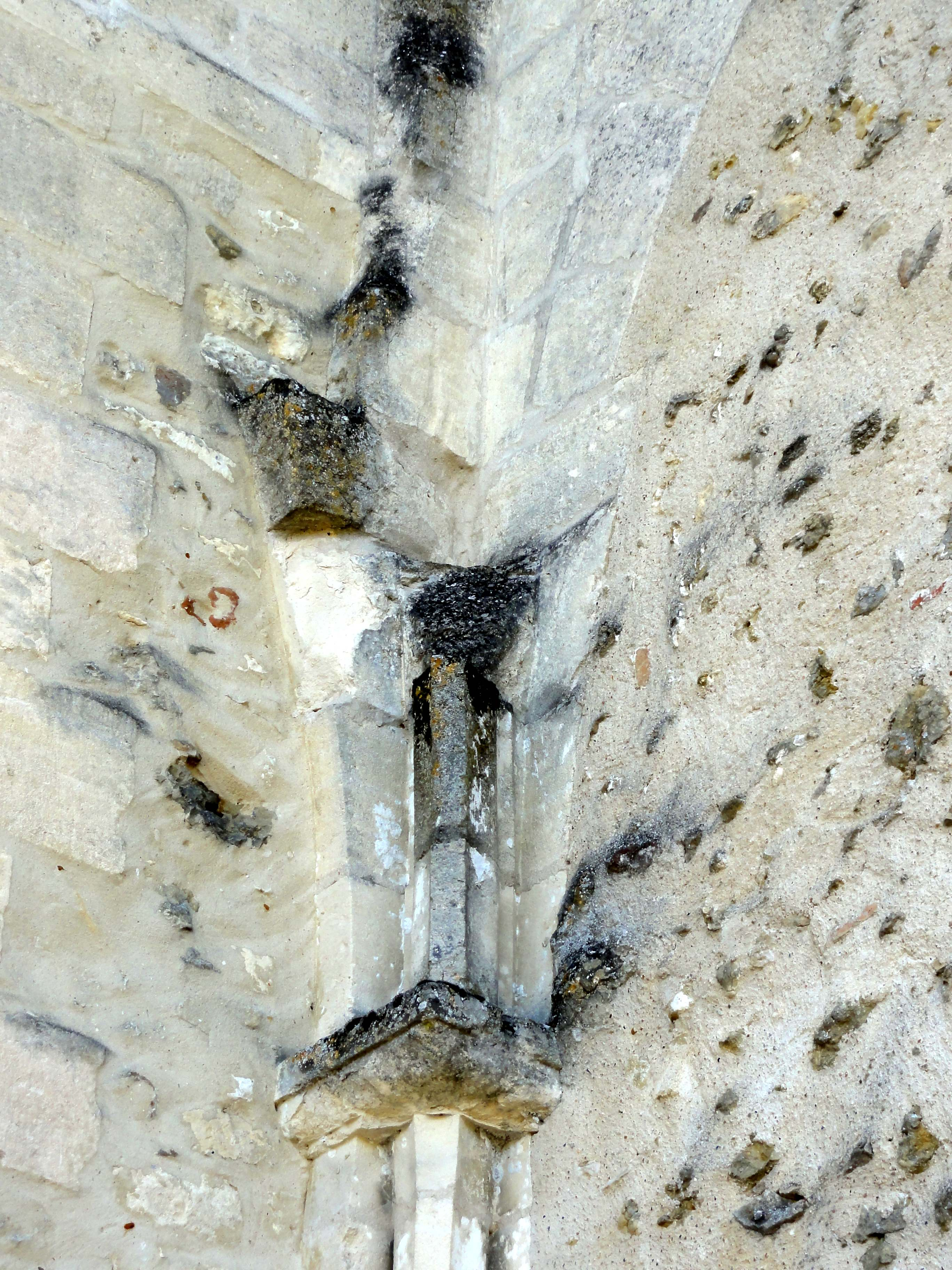
Départ de voûte entre nef et croisillon sud.
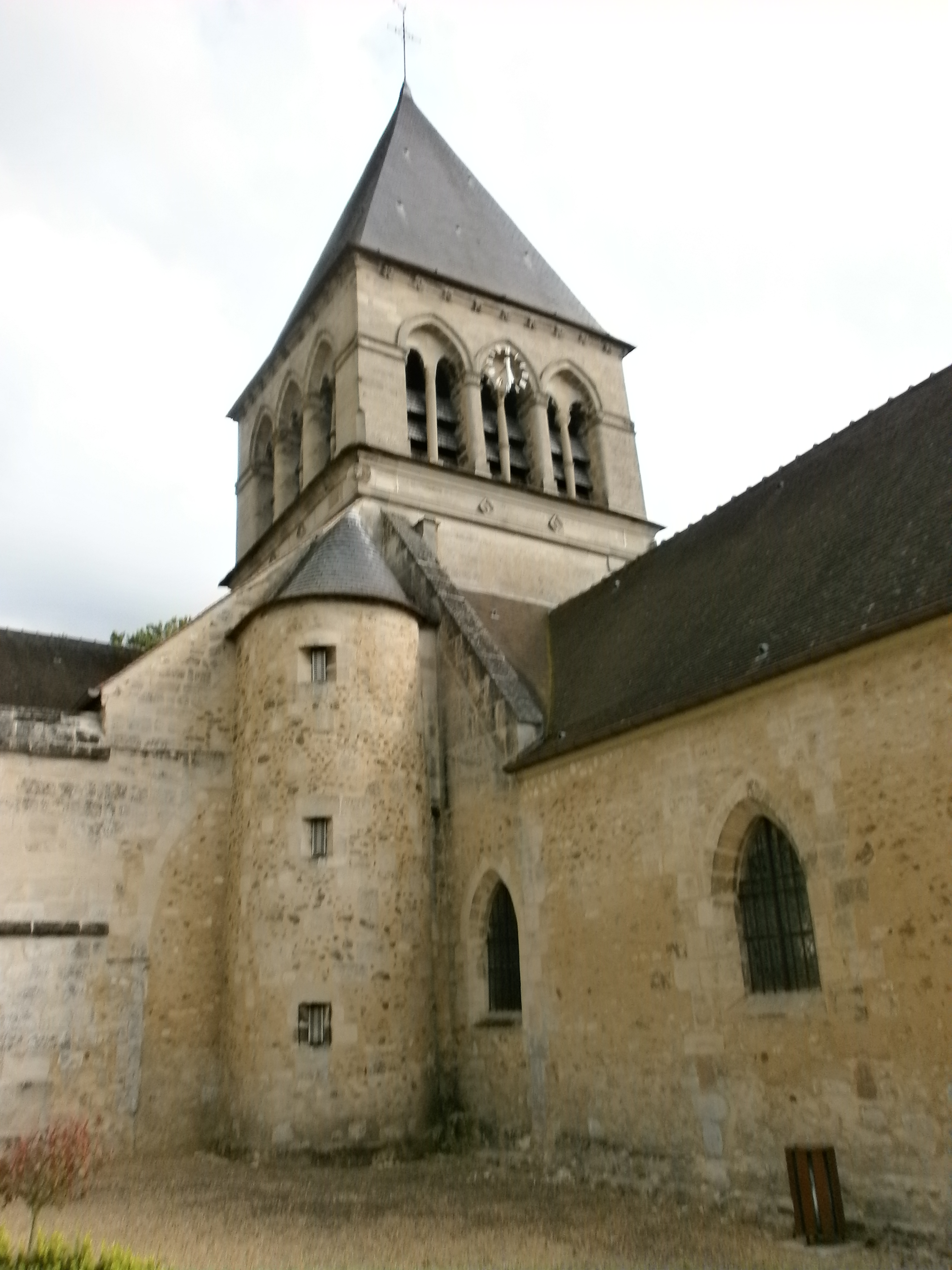
Angle entre ancien croisillon nord et nef.
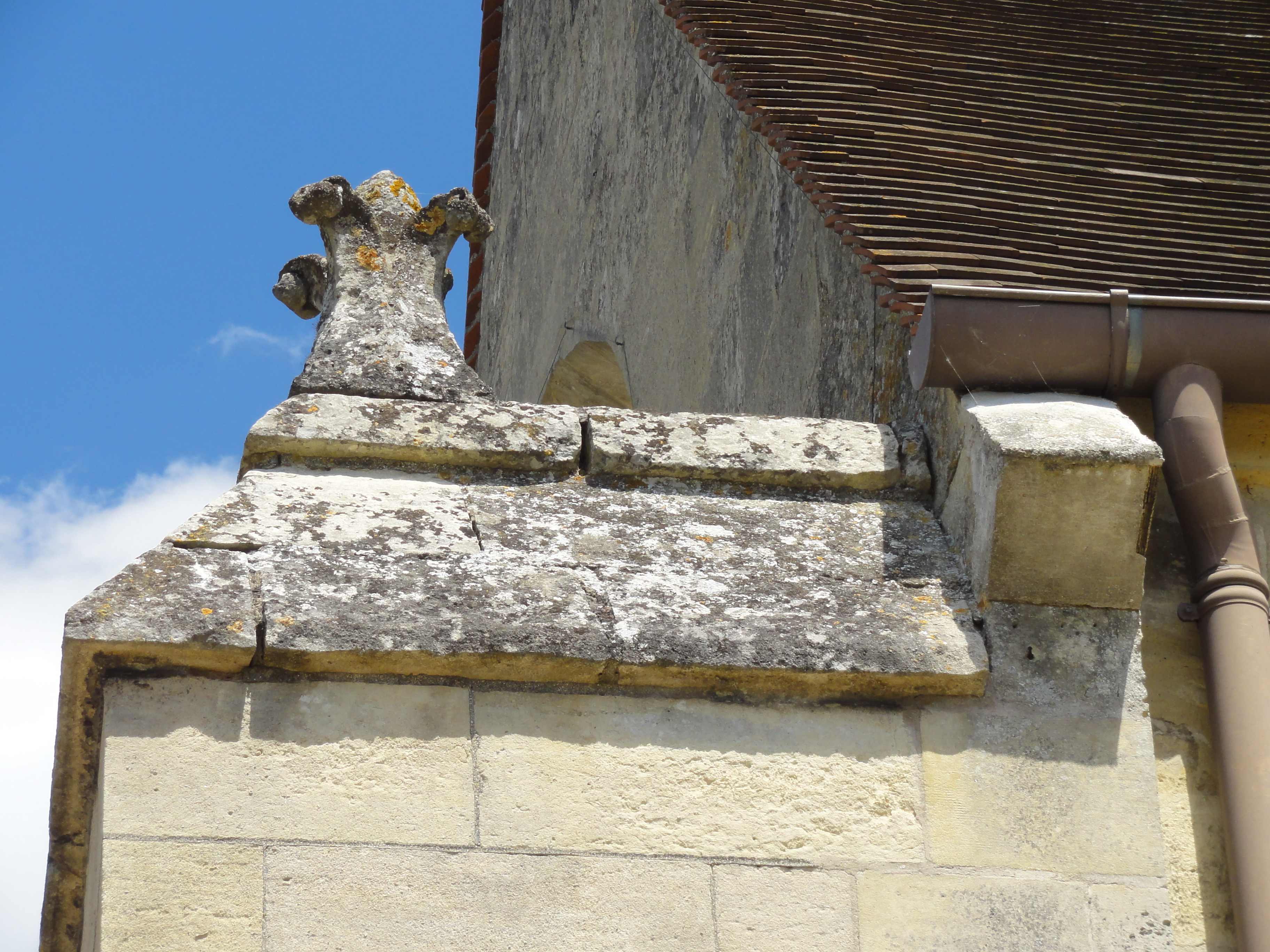
Couronnement d'un contrefort de la façade.

#### Parties orientales

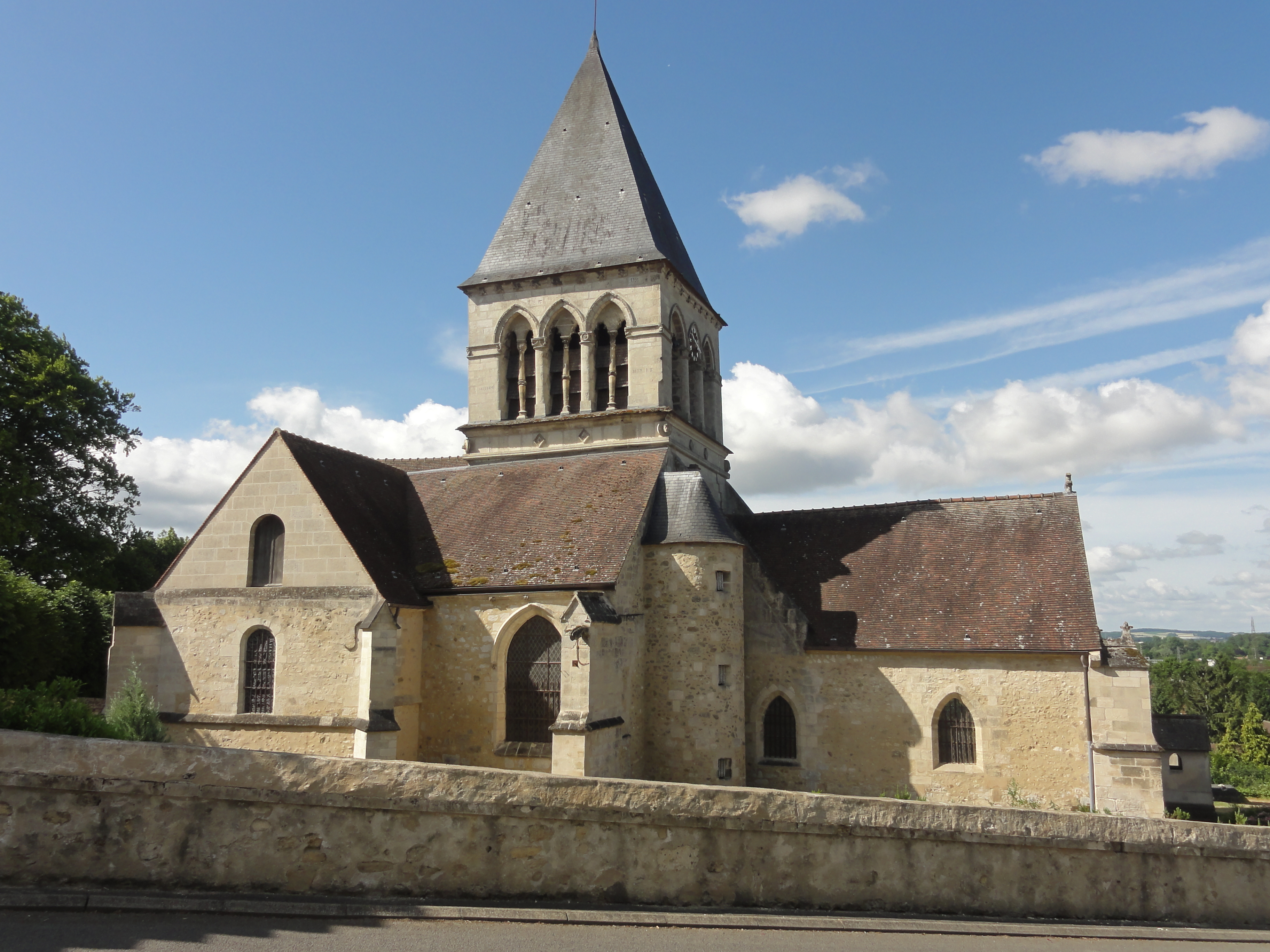
Vue depuis le nord.

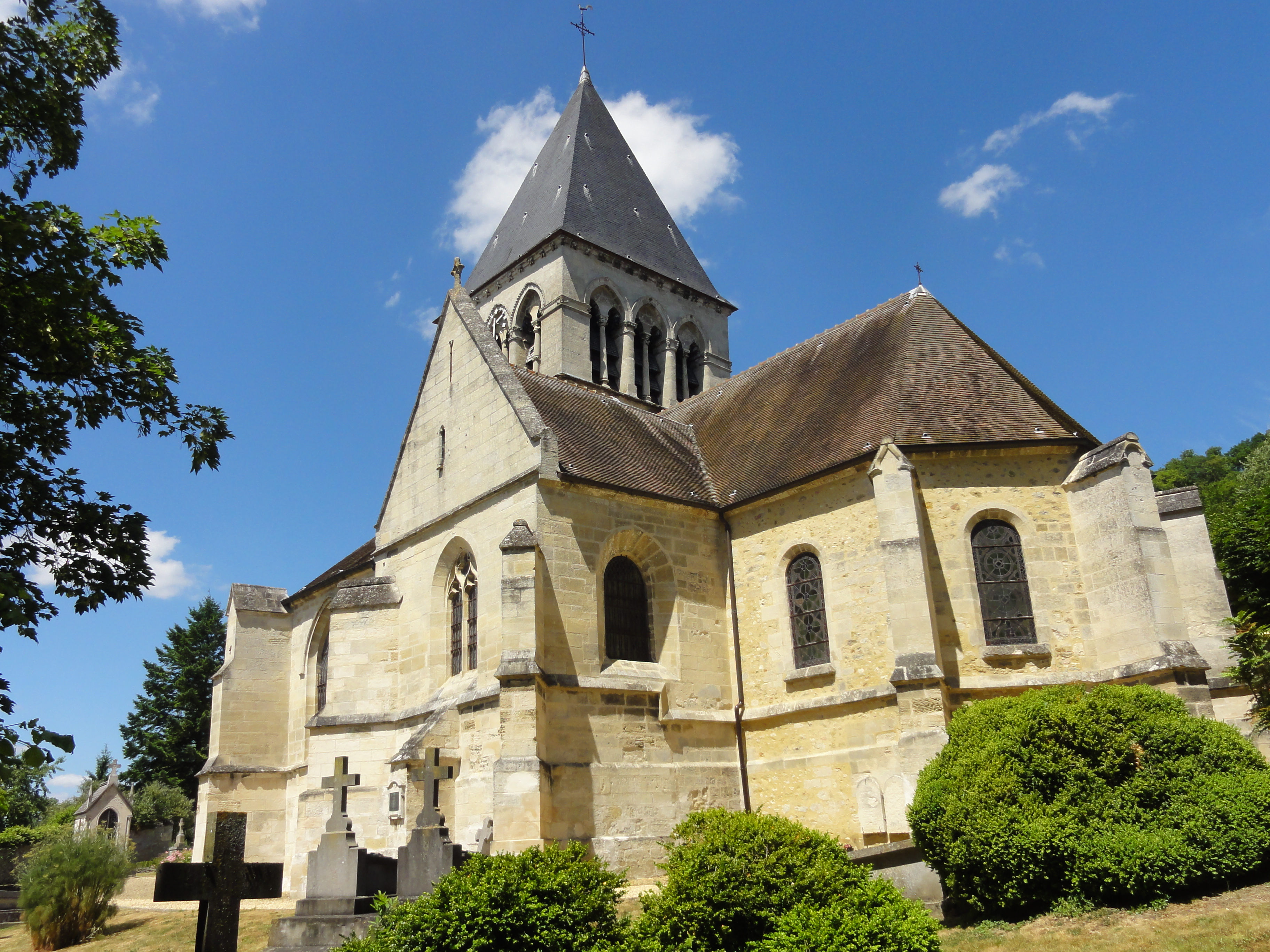
Vue depuis le sud-est.

Les deux anciens croisillons ne sont pas couverts en bâtière, mais de toits en appentis prenant appui contre le clocher, et l'on trouve donc, à l'ouest, des demi-pignons semblables à deux qui dominent la dernière partie de la seconde travée de la nef. Dans l'angle entre nef et ancien croisillon sud, deux colonnettes, un tailloir et un départ de voûte, qui devraient dater du milieu du XVIIe siècle, témoignent du voûtement du bas-côté, resté à l'état de projet, ou mené à exécution avant que les bas-côtés ne soient démolis un siècle et demi plus tard (ils ne figurent pas sur le plan de 1813 ou 1823). Les murs qui bouchent les arcades à l'ouest des croisillons présentent un appareil identique aux murs latéraux de la nef, ce qui donne à penser que les murs latéraux seraient effectivement modernes, et auraient été entièrement refaits une fois les bas-côtés démolis, et les arcades des croisillons bouchées. À leurs angles, les deux anciens croisillons ne sont épaulés que par un unique contrefort, à l'instar de la nef, qui regarde respectivement vers le nord et vers le sud. Les murs gouttereaux des bas-côtés auraient ainsi assumé le rôle des contreforts occidentaux. Ces contreforts sont différents de ceux de la nef et des croisillons flamboyants. Ils sont scandés par un larmier qui va tout autour, puis se retraitent par un larmier uniquement présent sur la face frontale, avant de s'amortir par un chaperon à gâble. Ce n'est qu'au nord que le contrefort porte encore une gargouille, et que son gâble est décoré d'une arcature trilobée plaquée. Ces dispositions permettent de faire remonter les contreforts en question jusqu'aux années 1230 / 1240, mais ils peuvent tout aussi bien être flamboyants. Les murs d'extrémité des anciens croisillons ne peuvent pas être datés avec davantage de précision. Au sud, la fenêtre prend appui sur un larmier qui marque la limite de l'allège, puis comporte une section verticale côté est, avant de venir de nouveau à l'horizontale, à un niveau qui correspond à la limite des allèges du transept actuel et de l'abside. Le pourtour de la baie est mouluré d'une gorge, et un bandeau à coin émoussé la surmonte. Il se poursuit horizontalement sur une courte section, au niveau des impostes. Au nord, subsistent deux modillons d'une ancienne corniche. Il n'y a pas de larmier à la limite de l'allège, et le pourtour de la baie n'est pas mouluré. Le bandeau qui surmonte la fenêtre retombe sur de petits culs-de-lampe sculptés de feuillages
Les croisillons flamboyants font légèrement saillie devant les anciens. Conformément à l'usage au milieu du XVIe siècle, période de construction qui résulte également de l'examen intérieur, un unique contrefort oblique cantonne chaque angle. Au sud, ce sont les mêmes qu'en façade, mais sans fleuron ; au nord, ce sont les mêmes que sur l'ancien transept, mais sans le larmier supérieur, qui est remplacé par un simple fruit. Le pignon septentrional est moderne. Le pignon méridional prend appui sur un larmier, tel que celui qui court à la limite des allèges. Il est sommé d'un antéfixe comme en façade, et percé d'une étroite ouverture rectangulaire, munie d'une fine arcature trilobée. Les fenêtres sont profondément ébrasées au sud, mais pas au nord. L'abside, bâtie ou remaniée sous la même campagne que les croisillons du transept actuel, se rattache davantage au croisillon nord : l'appareil en moellons noyés dans un mortier, les fenêtres en plein cintre de dimensions restreintes, et les contreforts à chaperon en bâtière sont les mêmes. Une arcature trilobée se dessine sur chacun des gâbles.

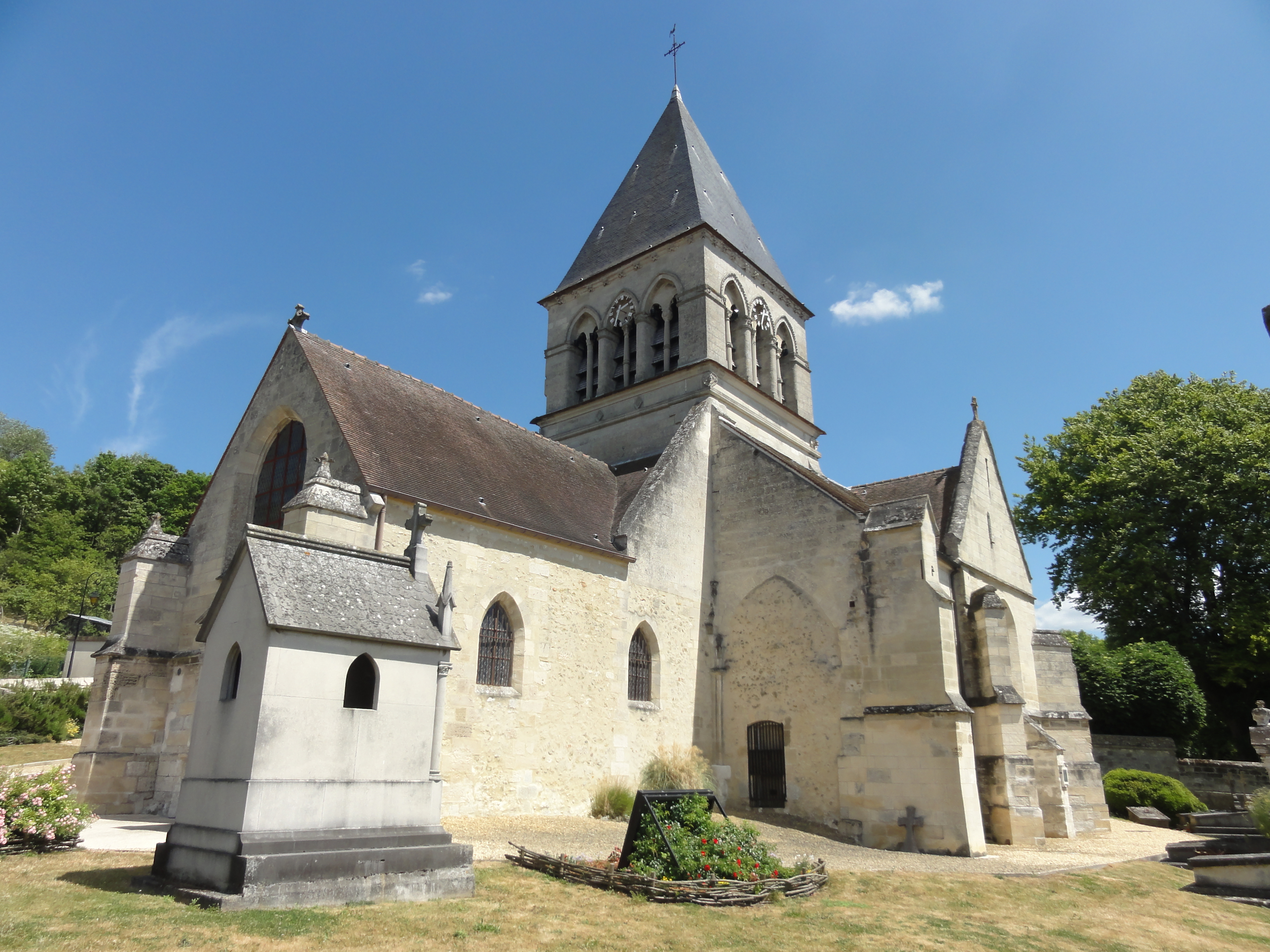
Vue depuis le sud-ouest.
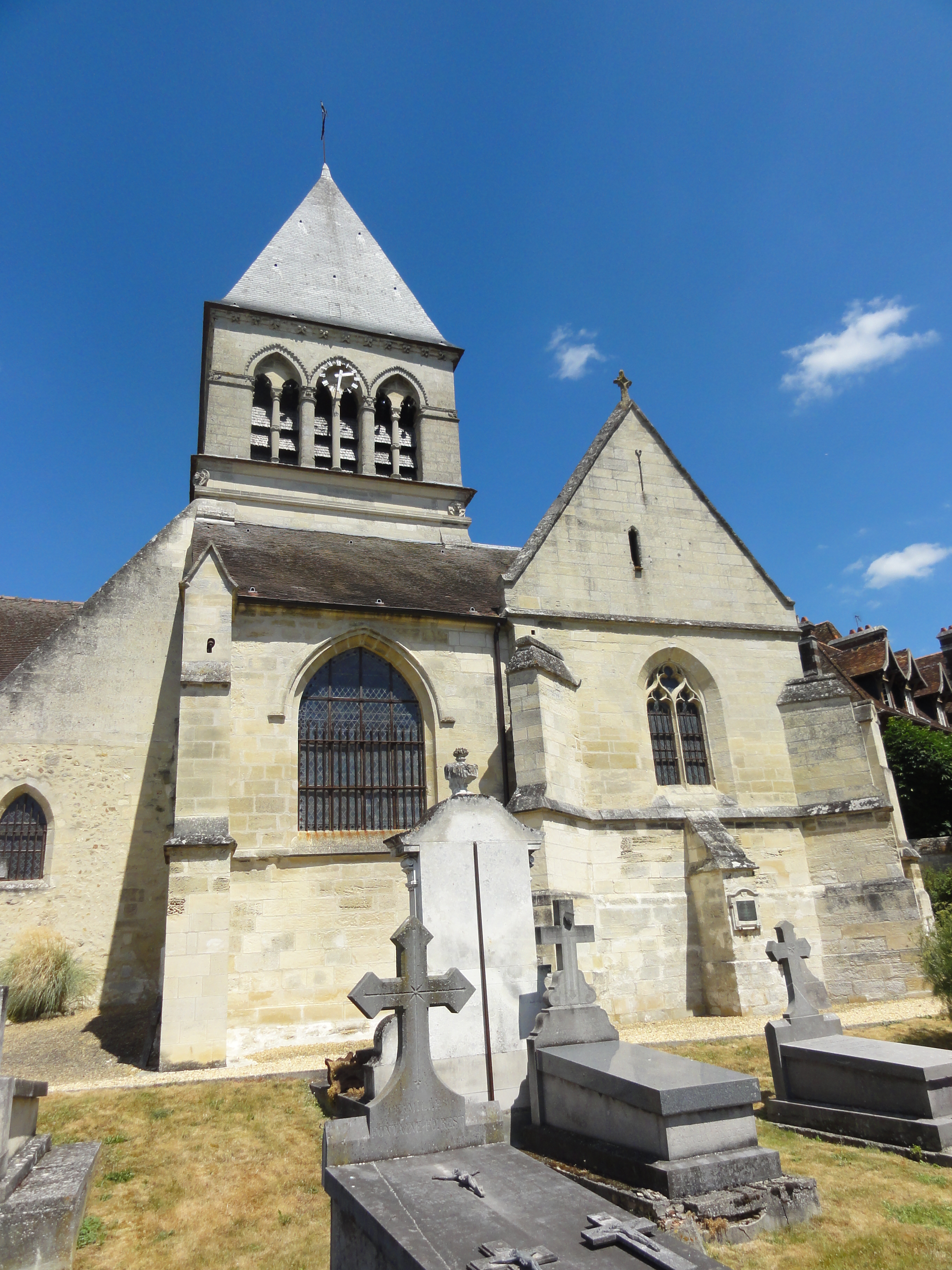
Vue depuis le sud.
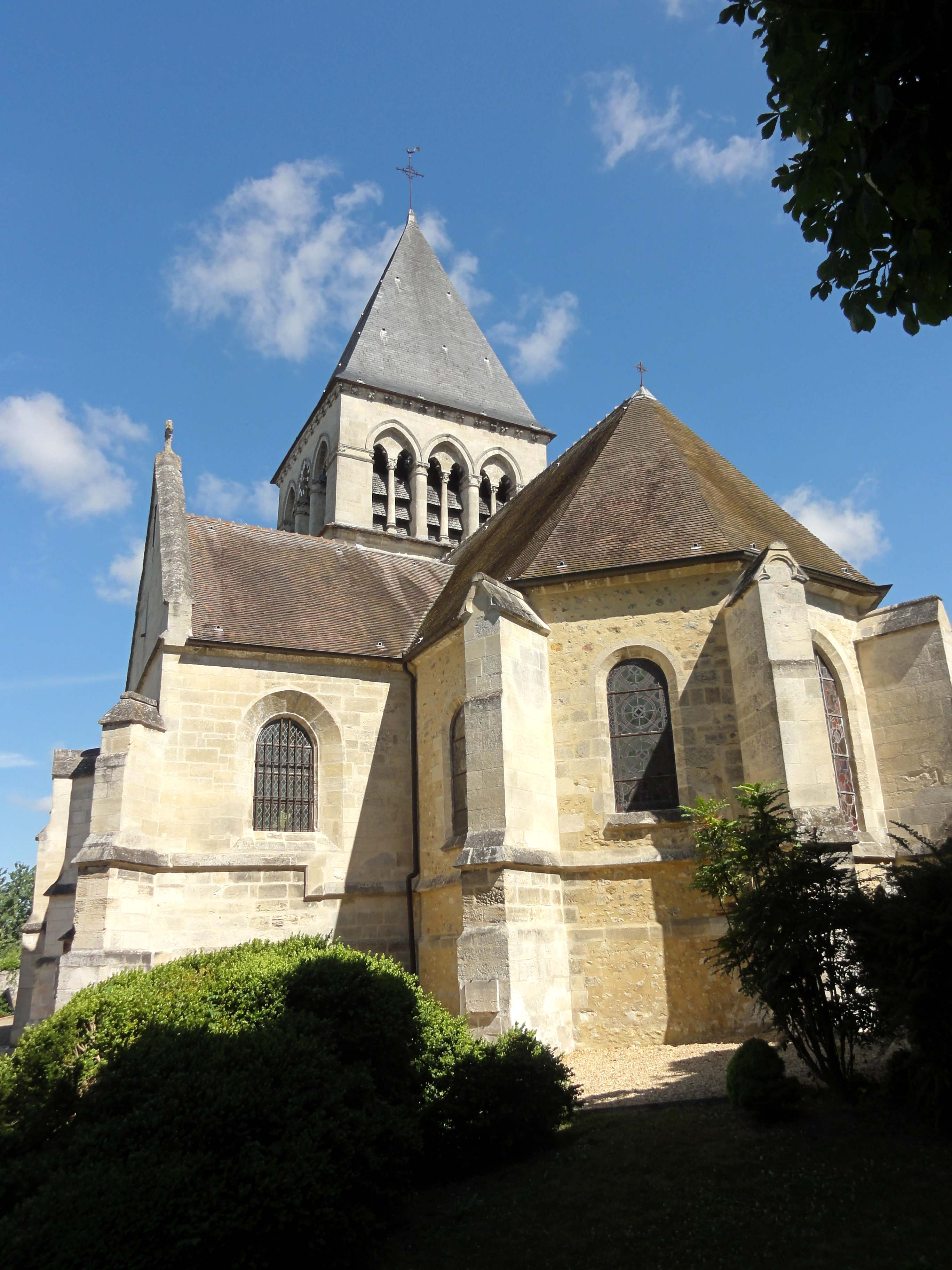
Vue depuis l'est.
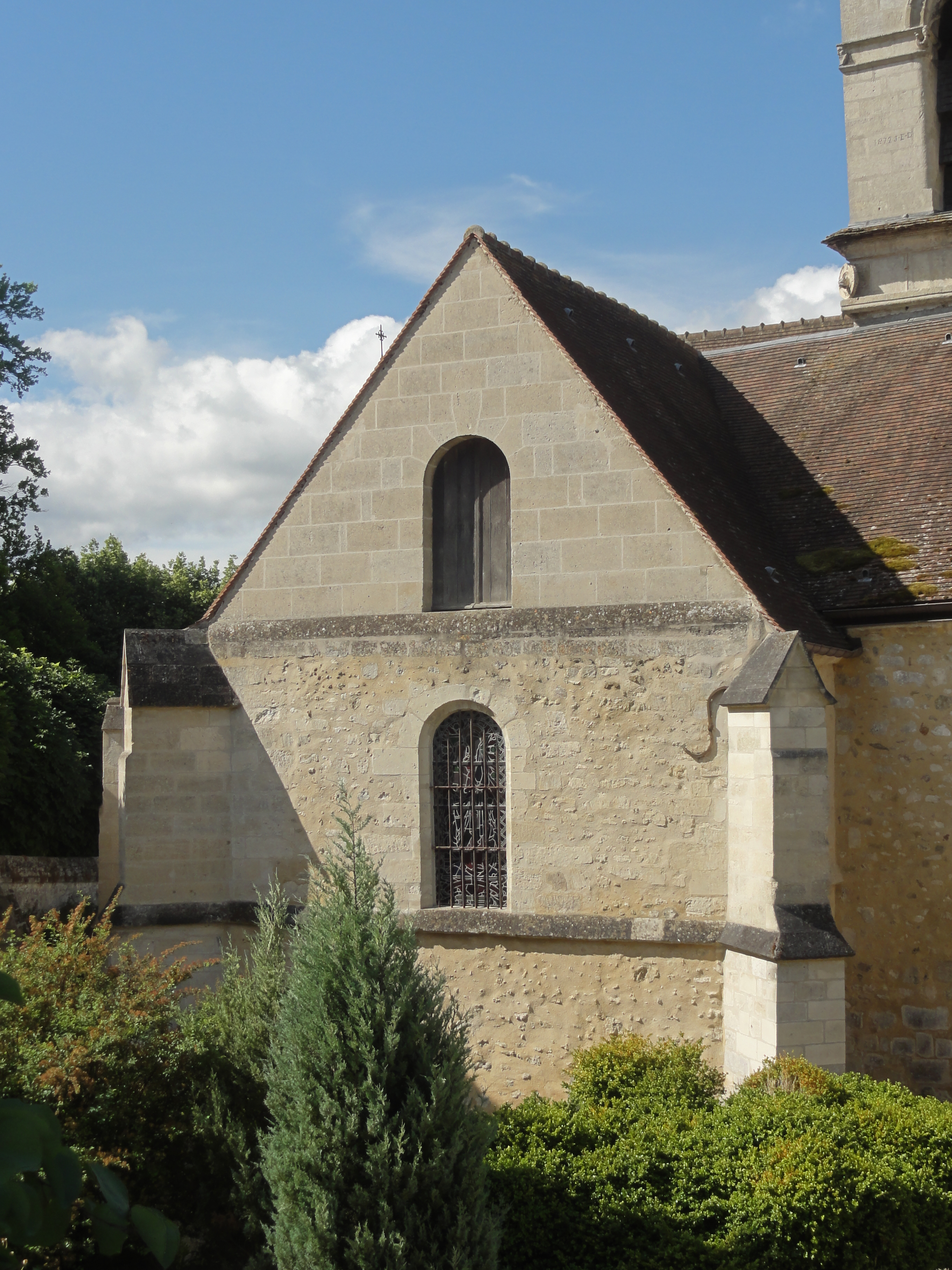
Croisillon nord.
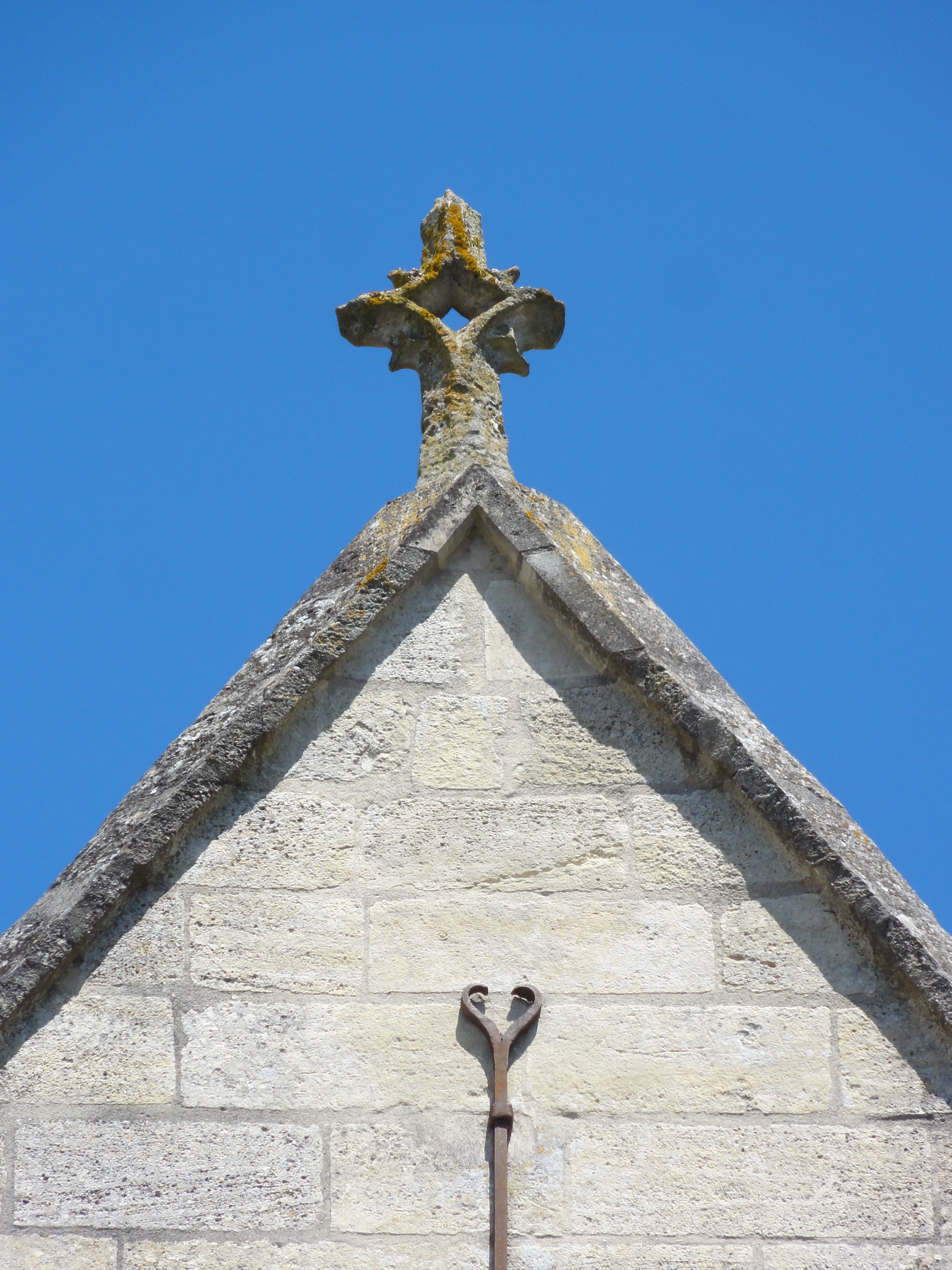
Croisillon sud, antéfixe.
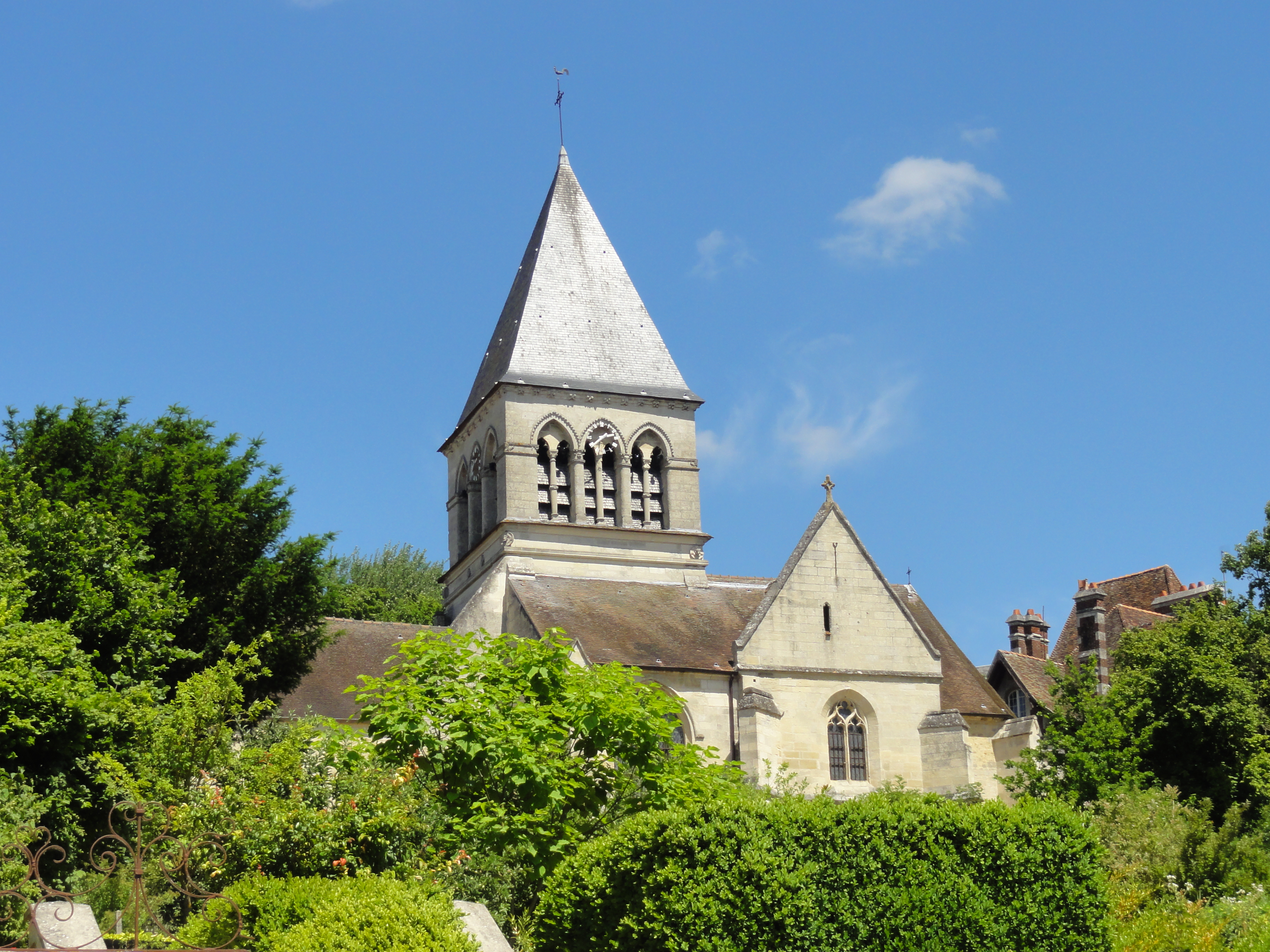
Vue depuis le sud.

#### Clocher

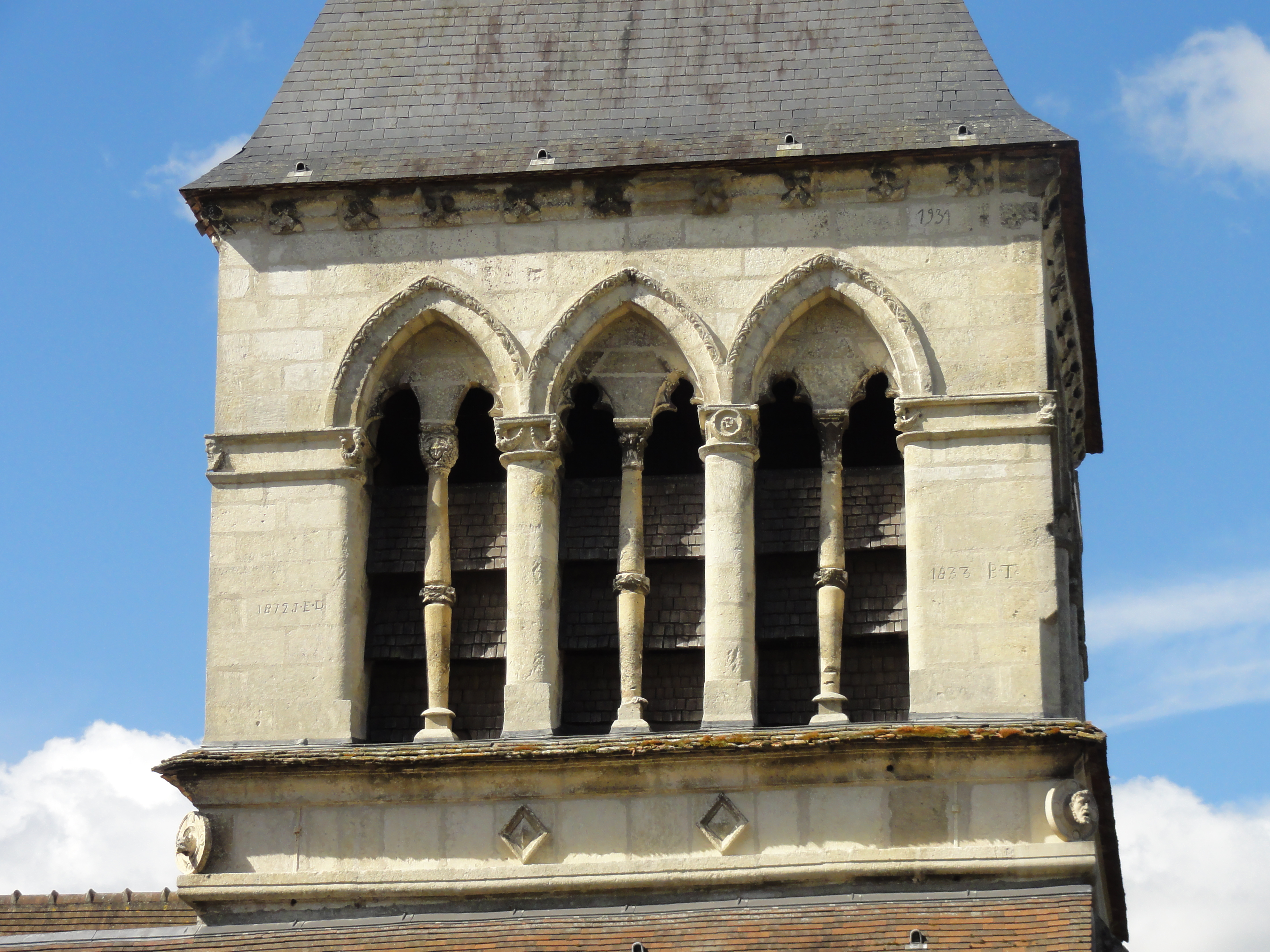
Vue depuis le nord.

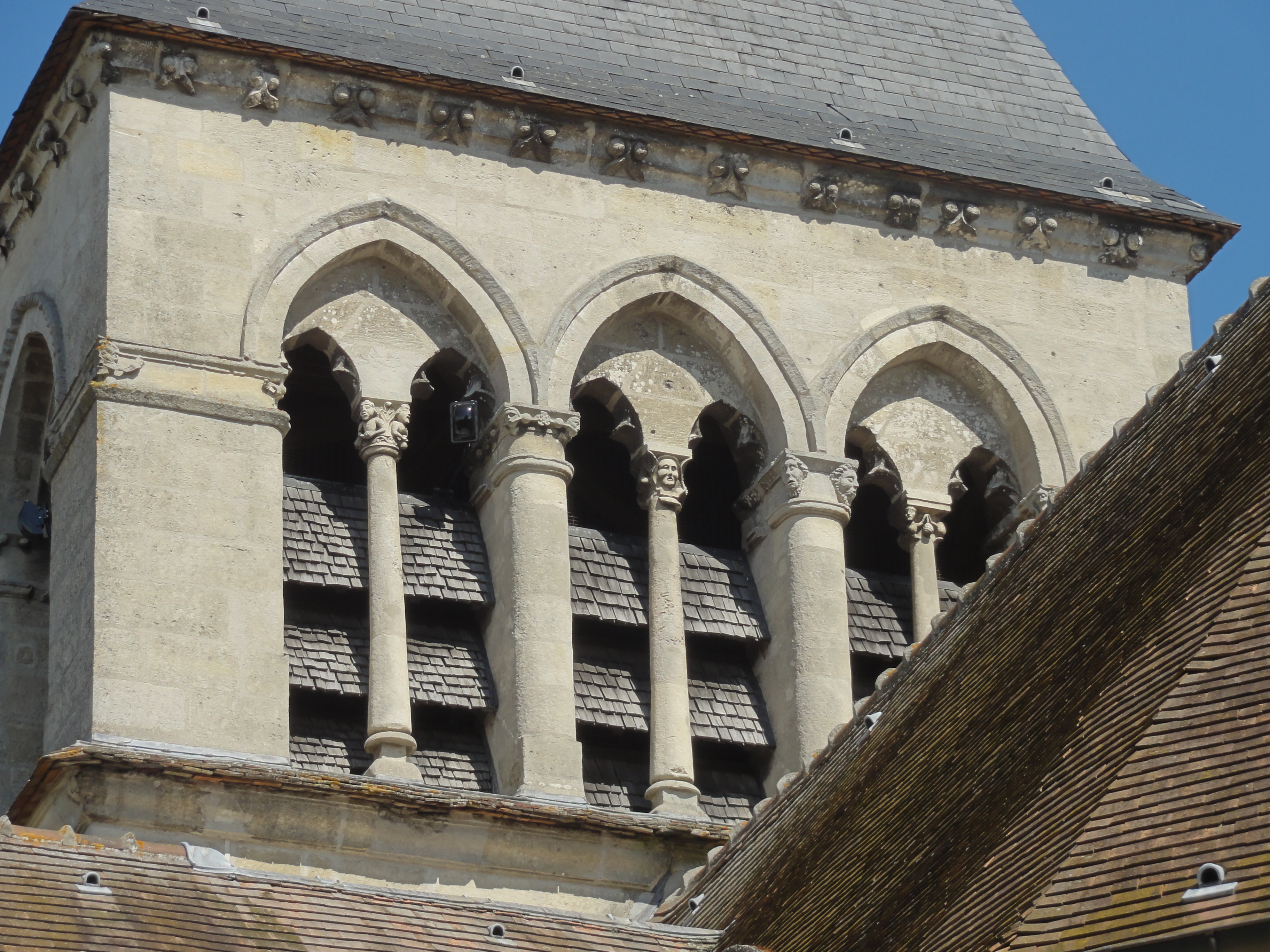
Vue depuis l'est.

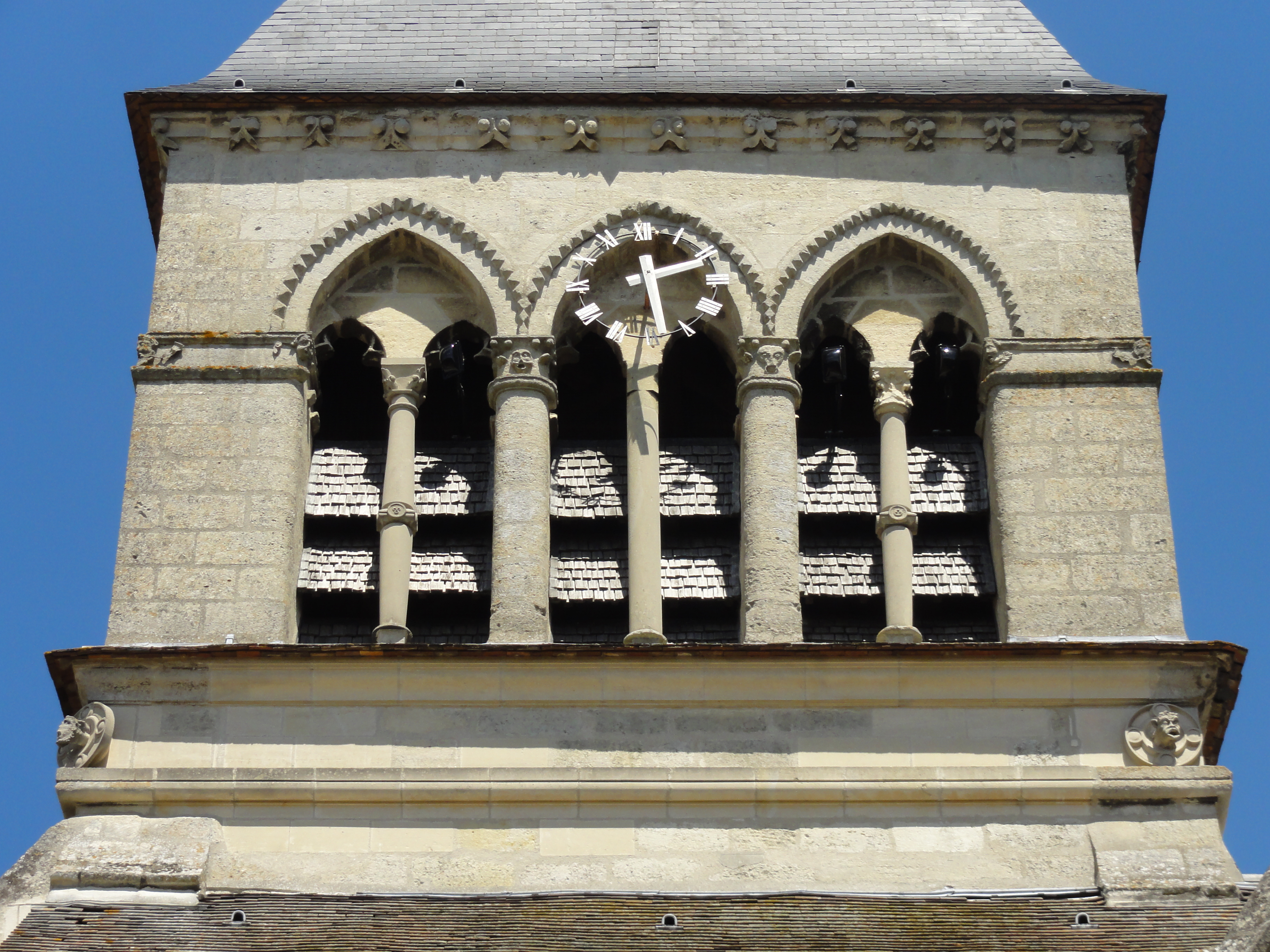
Vue depuis le sud.

Le clocher se compose d'un étage intermédiaire aveugle au-dessus de sa base ; de l'étage de beffroi ; et d'une pyramide en charpente, qui est recouverte d'ardoise. Du fait de la physionomie particulière des toitures, l'étage intermédiaire est presque entièrement dissimulé dans les combles. Au sud, l'on en aperçoit seulement l'amortissement de ses contreforts plats. Un bandeau au profil d'un boudin et d'une plate-bande marque le début de l'étage de beffroi. Avec le portail, c'est l'unique élément à l'extérieur de l'église dont l'architecture ne laisse pas une impression de rusticité. Les baies en tiers-point répondent au même tracé que les baies latérales de la nef. Elles indiquent un clocher gothique. Le nombre de trois baies par face constitue une exception, la règle dans la région étant deux baies géminées par face. À la première vue, le clocher de Clairoix évoque surtout son homologue de Choisy-au-Bac, qui partage cette particularité, et date du XIIIe siècle. D'autres exemples de clochers à trois baies par face sont Raray (XIIe siècle), Rully (XIIe siècle), Agnetz (XIVe siècle), Ravenel, Venette (XVIe siècle), et Brenouille (XVIIIe siècle). L'absence de contreforts au niveau de l'étage de beffroi, pour des raisons esthétiques, est propre aux clochers romans de la région. Philippe Bonnet-Laborderie pense que les chapiteaux seraient romans, et plus anciens que le clocher lui-même. En observant le clocher de Clairoix de près, il se révèle comme une réalisation éclectique, avec une disposition générale et certains éléments du décor propres au XIIIe siècle, et des finitions, des éléments sculptés et certaines formes propres à la Renaissance. Dans le même sens, on trouve ainsi à Nointel un clocher roman aux baies flamboyantes, mais en l'occurrence, les remaniements sont bien plus profonds, et l'on serait même tenté de croire qu'il s'agisse d'une création de toutes pièces du XIXe siècle, ce qui est cohérent avec l'absence de toute trace d'érosion ou de dégradation sous l'influence des intempéries. En même temps, certains éléments paraissent quasiment neufs, et tout ne peut pas dater de la même époque.
En bas de l'étage, le bandeau déjà signalé peut être interprété comme l'architrave d'un entablement, dont la corniche sert d'appui aux baies. La frise comporte deux losanges par face au nord et à l'est ; ce sont des éléments fréquemment présents sur les pilastres qui cantonnent les portails Renaissance. Aux angles, des têtes humaines sculptées en haut-relief se détachent devant des disques placés obliquement. Les baies et les quatre angles du clocher ne sont pas cantonnés de colonnettes à chapiteaux, mais les arêtes des piédroits des baies sont arrondies. C'est un procédé qui n'est pas utilisé sur les clochers gothiques de la région, et semble chercher à imiter l'effet de colonnettes. Comme sur de nombreux clochers romans, chacune des baies est recoupée en deux petites arcades par une colonnette centrale, qui, en l'occurrence, est monolithique. Toutes les trois colonnettes au nord, deux à l'ouest et deux au sud sont galbées à la façon d'un balustre, et entrecoupées d'une bague sculptée de divers motifs, au nord, ou d'une sorte de double tailloir garni d'un disque sculpté d'un trèfle, sur les deux autres faces concernées. Au sud, toutes les colonnettes semblent avoir été remplacées assez récemment. Les colonnettes portent des chapiteaux, dont la physionomie générale évoque les chapiteaux gothiques. Au nord, deux chapiteaux affichent effectivement des feuilles plates d'une allure gothique, auxquelles s'ajoute une tête de monstre sur l'un des deux. Le troisième chapiteau montre un homme vert, et se rattache à la Renaissance. À l'est, les chapiteaux représentent des personnages d'allure archaïque et un masque à la façon des chapiteaux romans, mais ils devraient plutôt être néoromans. Au sud, l'un des chapiteaux est sculpté de deux personnages dans le goût de la Renaissance. Les deux autres sont neufs, et l'un parmi eux n'est pas sculpté. La situation est analogue à l'ouest. En plus des chapiteaux, il y a les tailloirs des trumeaux, et les frises qui prolongent les tailloirs jusqu'aux angles. Ici, une tête grotesque, une tête de chérubin, ou parfois un autre motif se profile à chaque angle. Cette sculpture est caractéristique de la Renaissance, et semble authentique. Dans les tympans que supportent les tailloirs, des têtes trilobées sont découpées, ce qui renvoie à la période gothique. Les archivoltes ne sont pas moulurés, comme à Choisy-au-Bac, mais surmontées d'un bandeau. Il est sculpté d'oves au nord ; simplement taillé en biseau à l'est et à l'ouest ; et formé par des têtes de clous au sud. Comme pour les chapiteaux, le vocabulaire ornemental renvoie donc tantôt vers la première période gothique, tantôt vers la Renaissance de la seconde moitié du XVIe siècle. Enfin, reste à mentionner la corniche, qui est sculptée de nœuds,, motif proche des feuilles aux extrémités recourbées en crochets de la période gothique.

## Mobilier

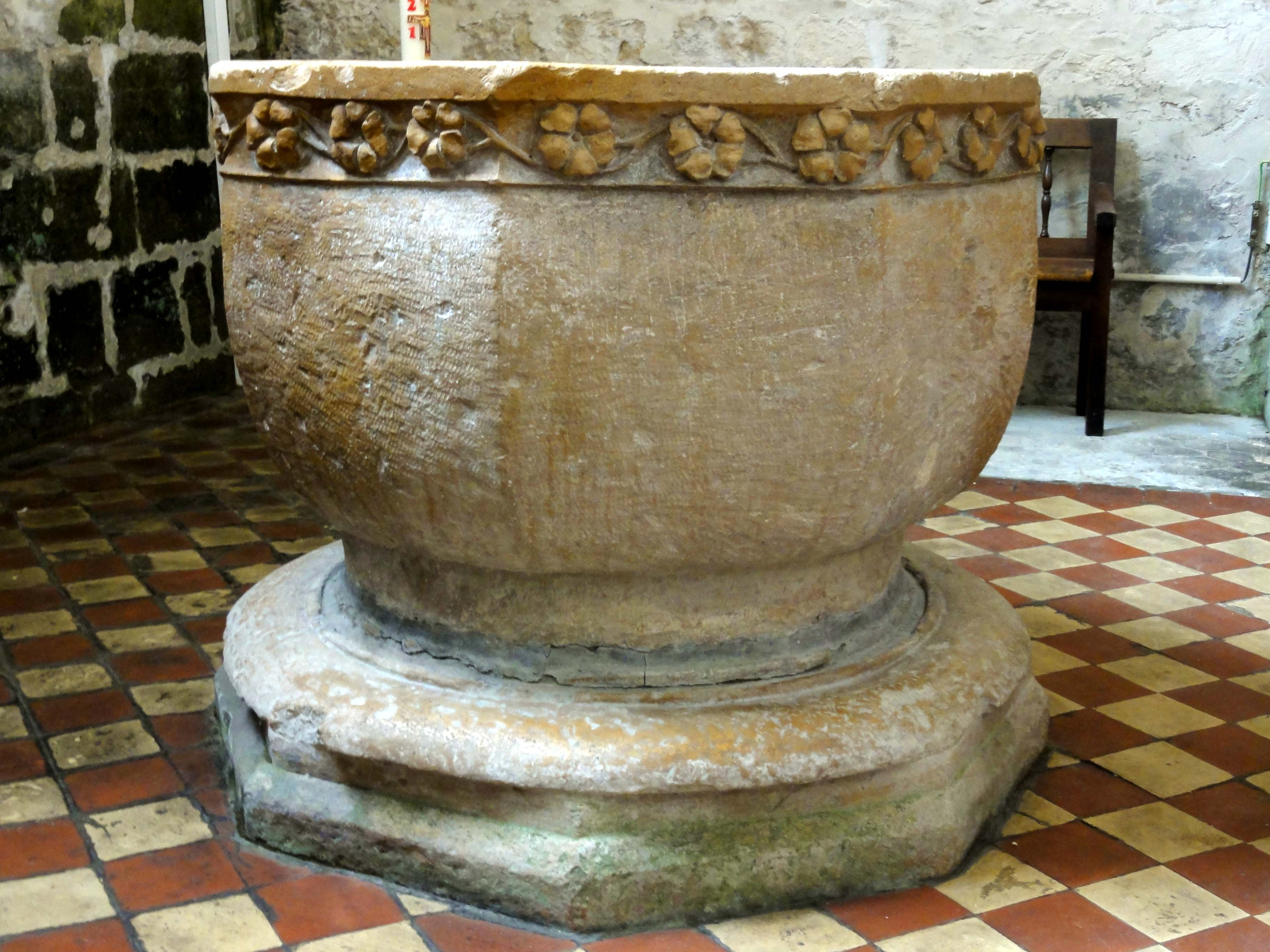
Fonts baptismaux.

Parmi le mobilier de l'église, un unique élément est classé monument historique au titre objet, en l'occurrence les fonts baptismaux datés du milieu du XIIIe siècle. Ils se présentent sous la forme d'une cuve baptismale à infusion de plan octogonale, qui est taillée dans un bloc de pierre monolithique. La hauteur est de 91 cm, et le diamètre est de 107 cm. Comme particularité, la cuve touche presque immédiatement à la base, et le pied mesure seulement une dizaine de centimètres de hauteur. Il est de section cylindrique. La base, en mauvais état, comporte un petit boudin et un gros boudin extrêmement aplati, et repose sur un socle de nouveau octogonale, de faible hauteur, avec un ressaut chanfreiné. La cuve s'évase du haut vers le bas. La bordure est à arêtes angulaires. En dessous, court une frise de capucines ou d'églantines, à raison de trois fleurs par pan de la cuve, reliées entre eux par leurs tiges. Le bassin est de plan circulaire. Il n'y a plus de couvercle. Le classement au titre objet remonte à 1913,.
Quelques autres éléments du mobilier méritent l'attention, mais on manque de renseignements à leur égard :
- la peinture murale représentant sainte Jeanne d'Arc, au-dessus de l'arc triomphal, déjà signalée ;
- une tapisserie du XVIIe siècle, représentant saint Étienne en habit de diacre, à côté d'un palmier, et tenant une branche de palme en tant que symbole du martyre dans une main, tandis qu'un angelot voletant dans le ciel s'apprête à poser une couronne sur sa tête[6] ;
- un Christ en croix en bois taillé polychrome, non daté ;
- un bas-relief en pierre polychrome, représentant sainte Jeanne d'Arc aux liens, œuvre d'Henri Charlier de 1930 offerte à la paroisse par Germaine Sibien[6] ;
- un tableau peint à l'huile sur bois, sur un panneau en forme de cuir découpé, et représentant le couronnement de saint Étienne par la Vierge Marie, et des anges combattant les auteurs de son martyre, non daté ;
- un tableau peint à l'huile sur toile, et représentant un ecclésiastique à mi-corps ;
- un tableau cintré peint à l'huile sur toile, et représentant un saint évêque donnant la bénédiction :
- un vitrail représentant le martyre de saint Étienne, confectionné à la fin du XIXe siècle par le maître-verrier Charles Lévêque, de Beauvais, et inspiré vraisemblablement du vitrail de la lapidation de saint Étienne par Engrand Leprince, dans l'église Saint-Étienne de Beauvais, restauré en 1922 par Houille, maître-verrier à Beauvais.

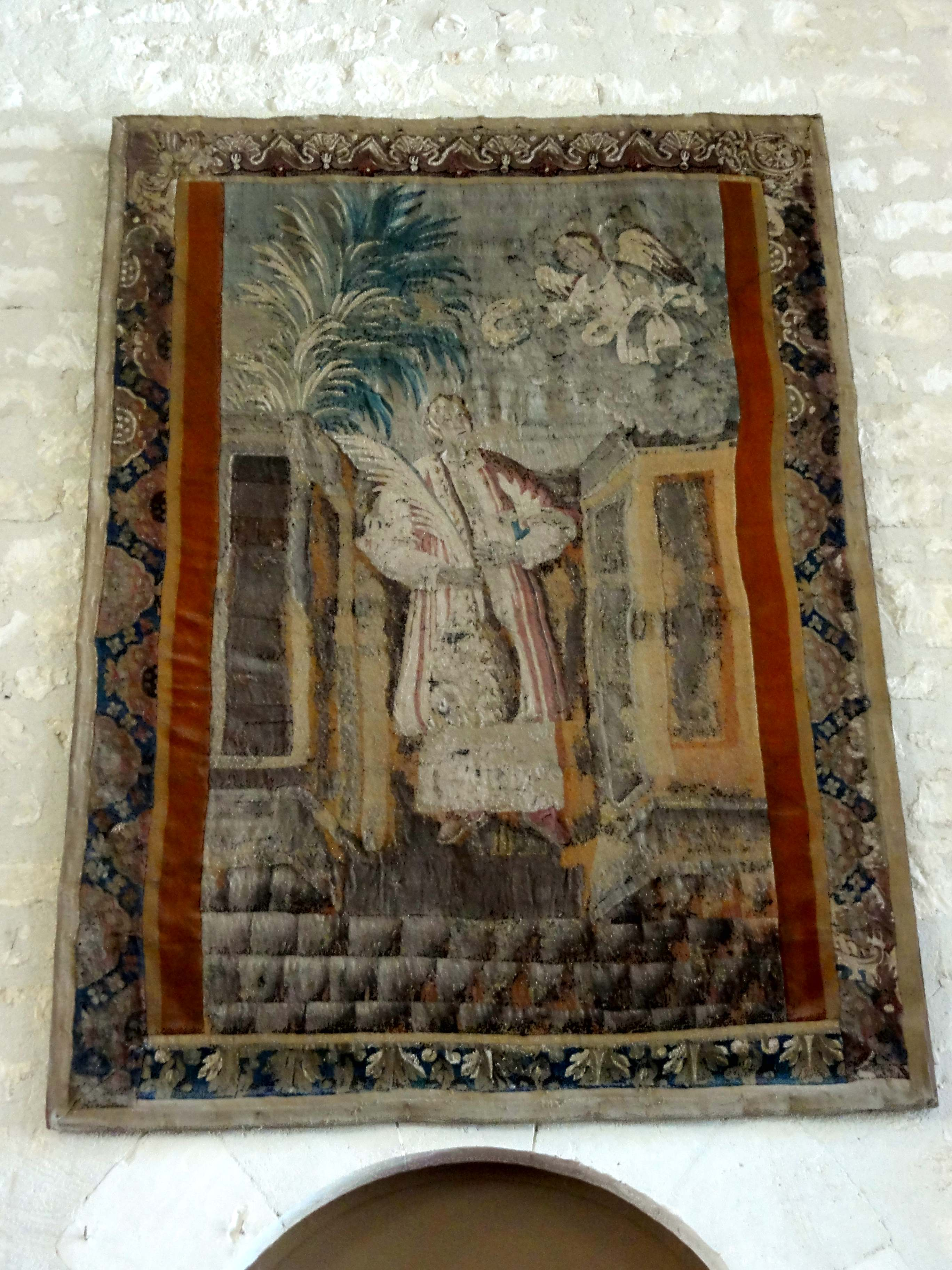
Tapisserie - couronnement de saint Étienne.
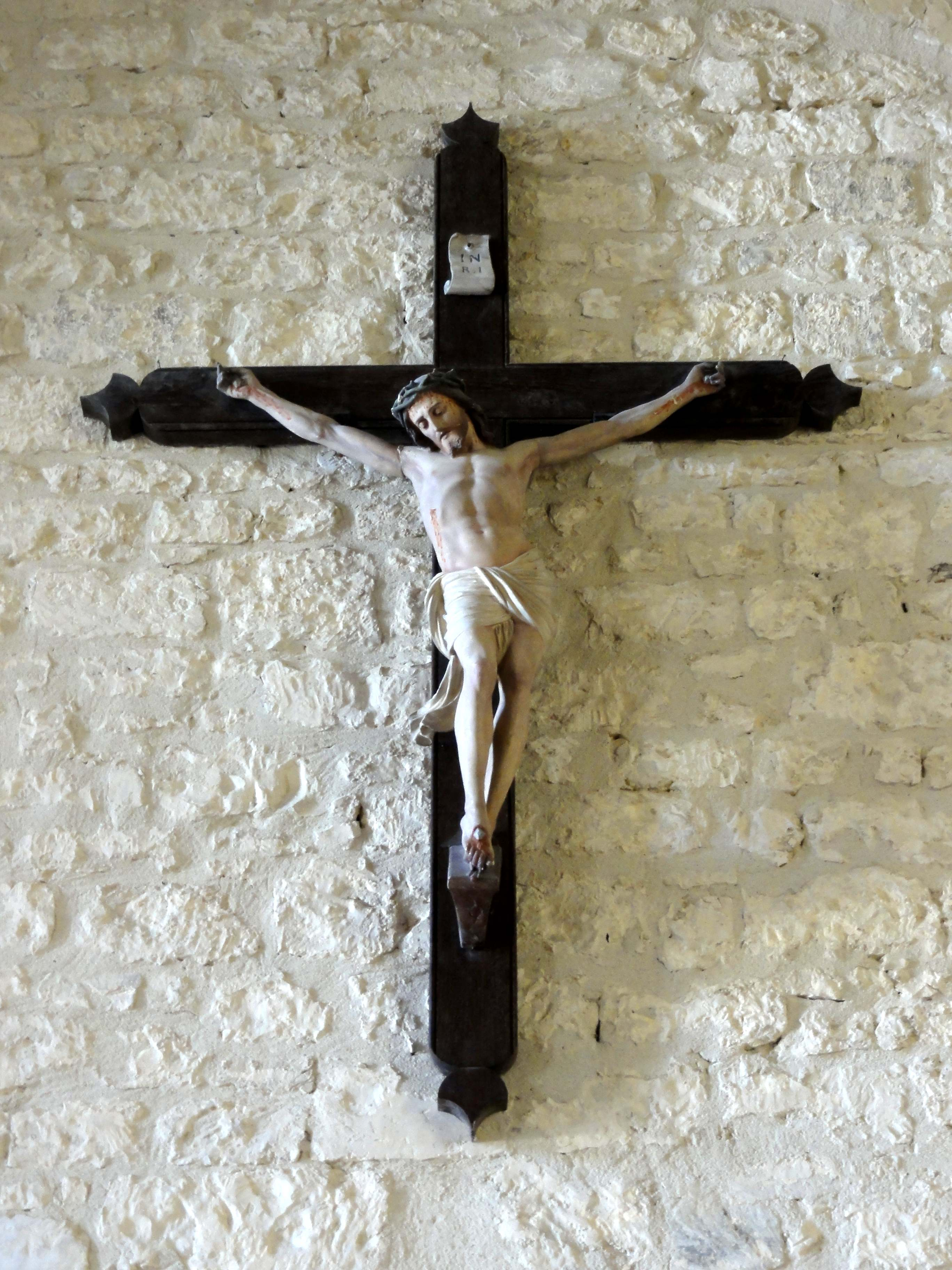
Christ en croix.
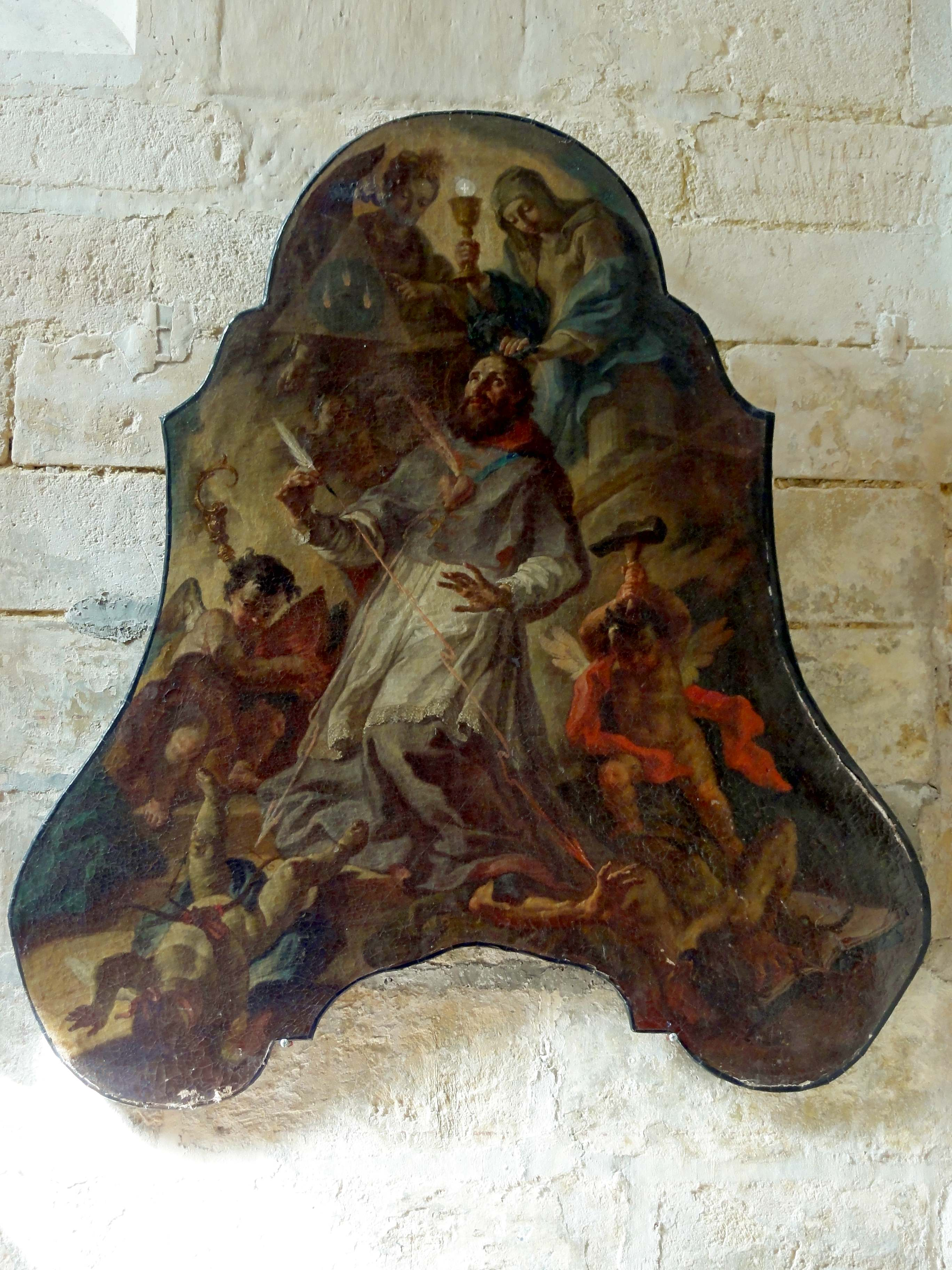
Tableau - couronnement de saint Étienne.
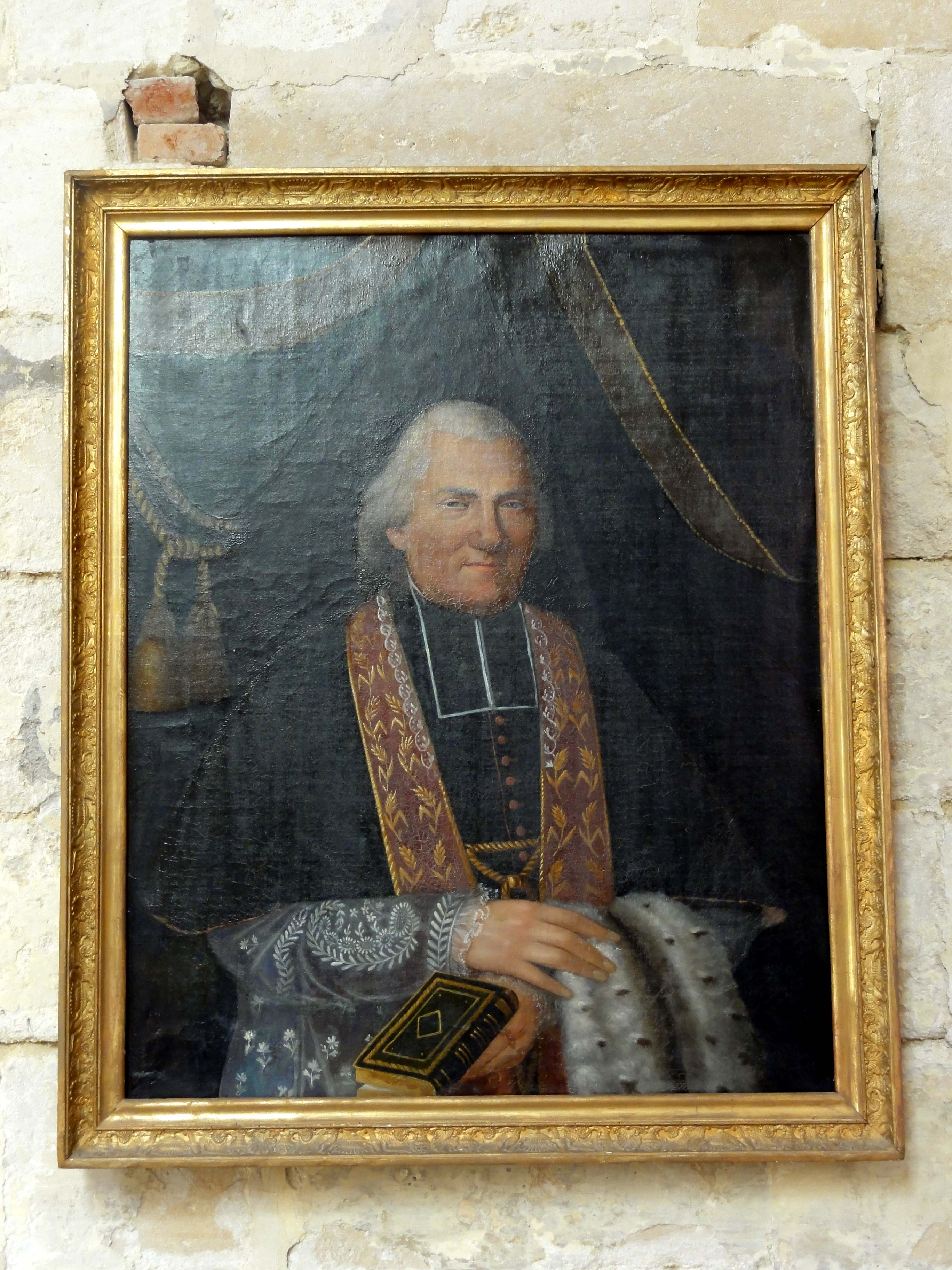
Tableau - portrait d'un ecclésiastique.
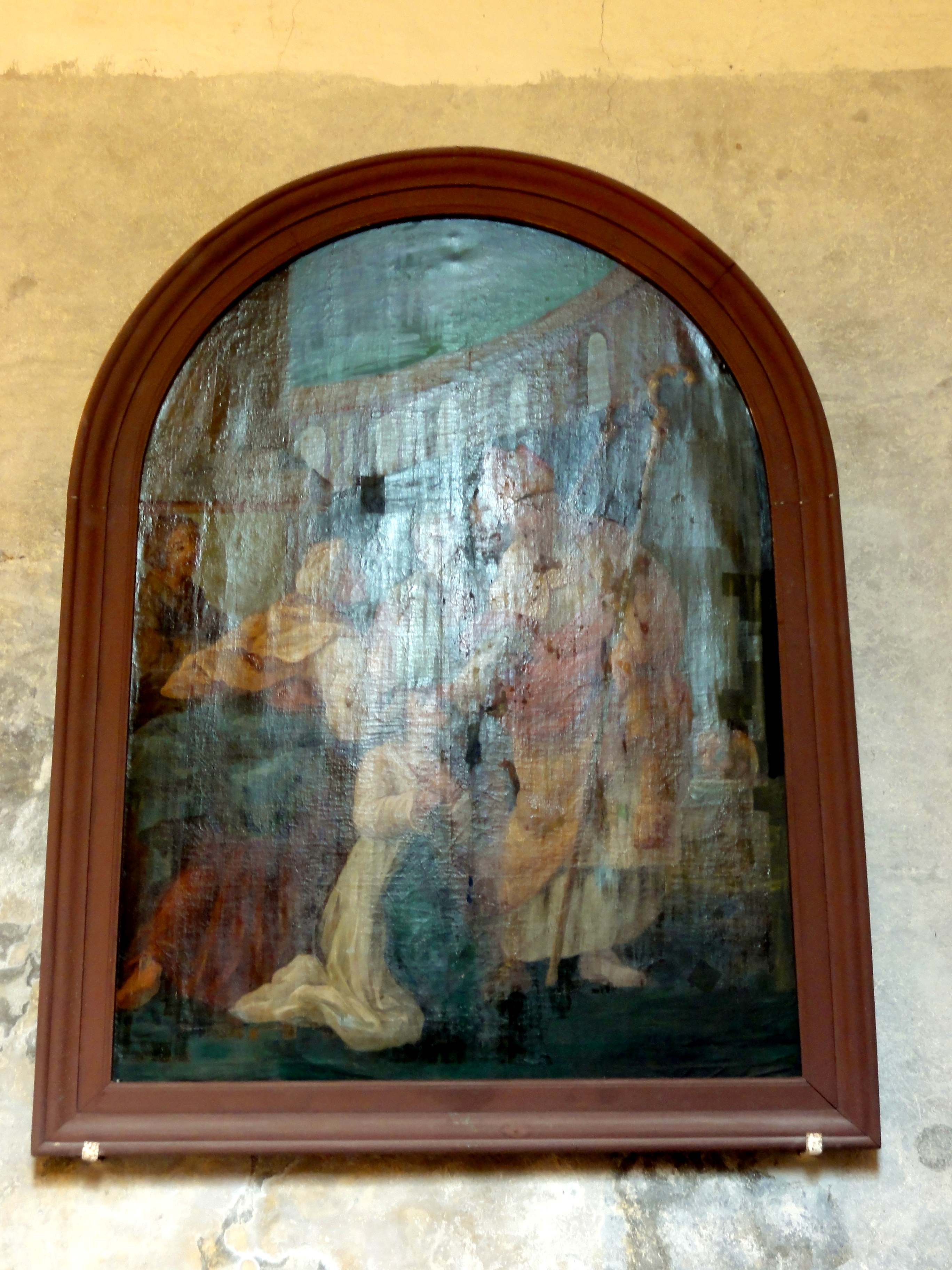
Tableau - saint évêque.
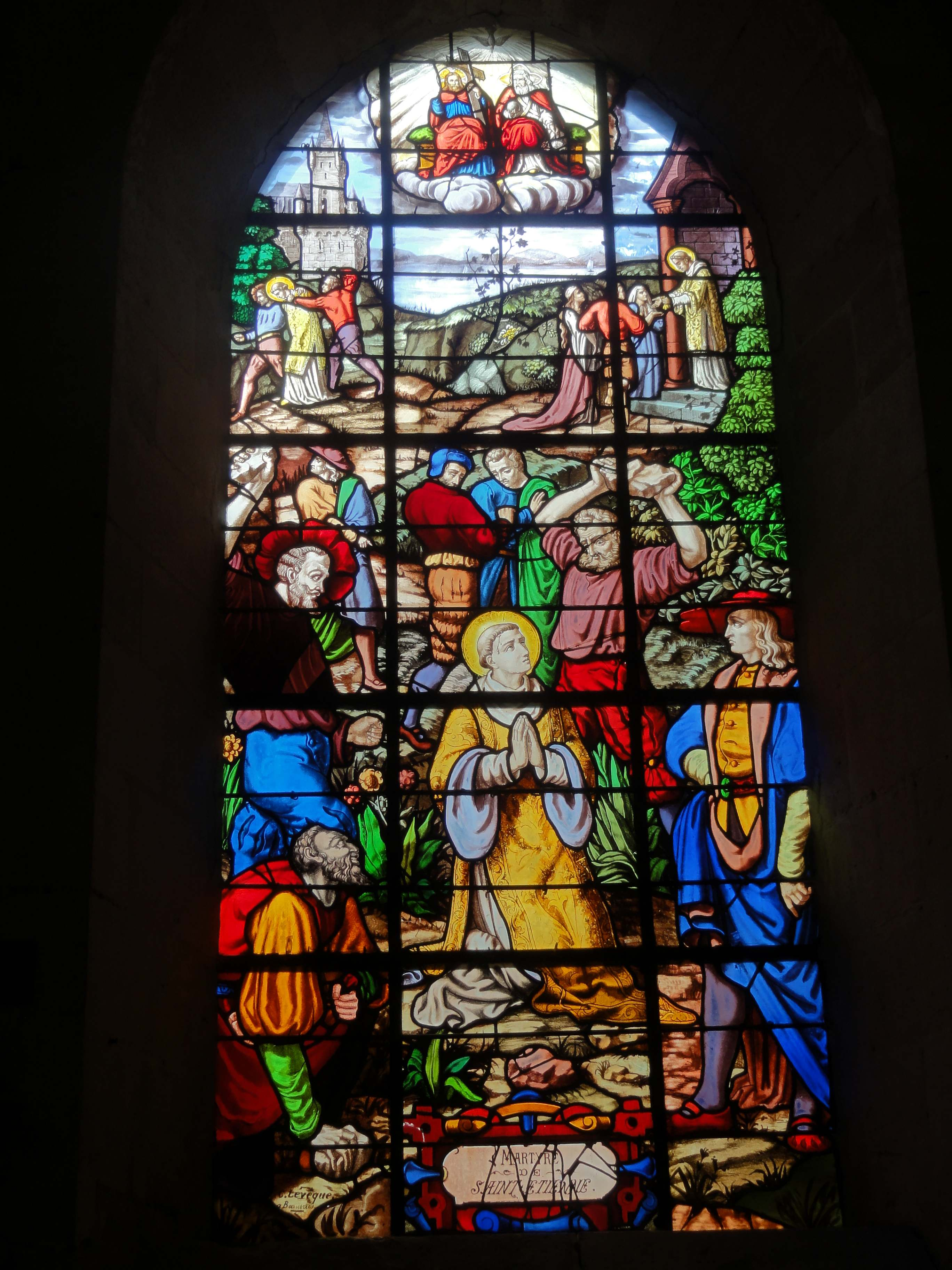
Vitrail - martyre de saint Étienne.